# 槍

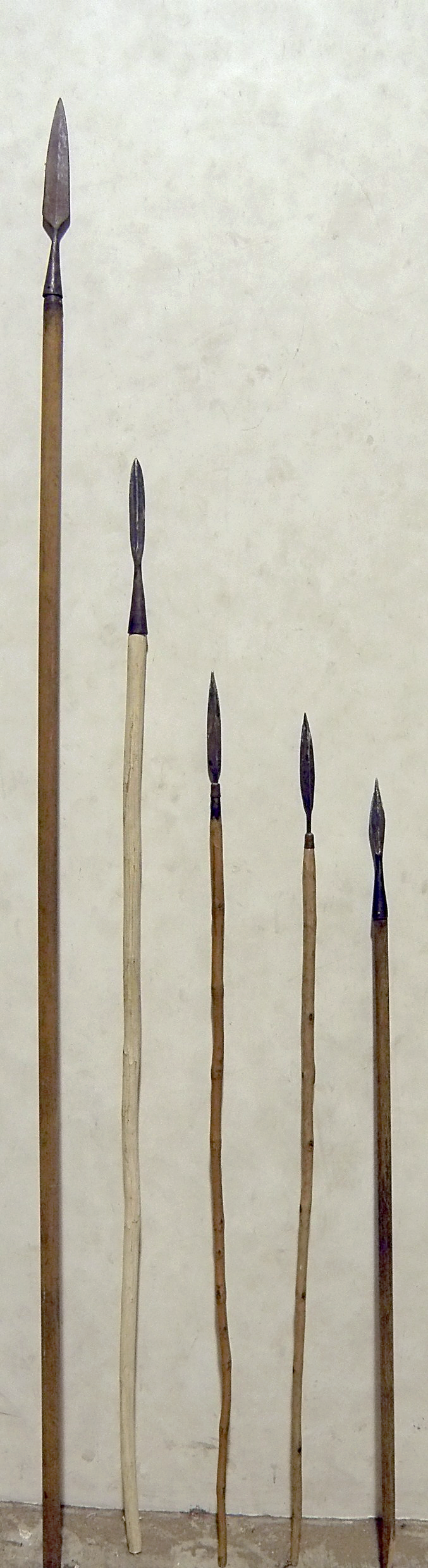
ランス（突き槍）とジャベリン（投げ槍）

槍（やり、英: spear）は、長い柄（え）の先に鋭利な刃物を着装した道具。刺突を主目的とする猟具、武器・武具の一種。先史時代から人類が使用し続け、軍によって戦場で主要な兵器のひとつとして使われ続け、槍と銃の双方の機能を備えた銃剣にその機能は受け継がれた。鎗、鑓とも書く。
日本語の「やり」という音の言葉は建武政権期に大光寺合戦（1333‐1334年）で「矢利」が使用されたとあるのが初出である。
(※）なお現代中国語では「槍」（qiāng, ㄑㄧㄤ）という漢字は「銃」という意味に変化した。本来の槍と区別するために銃を「火槍」と表記することもある。

## 概論
槍は人類最古の狩猟道具・武器の一つで、人類の戦いの歴史（en:Timeline of wars）を見るとどの時代でも槍は使われており、白兵戦用武器の中で最も活躍した実用的な武器の一つである。刺突だけでなく斬撃（上にかまえて、刃先を相手の視野の外におき、頭をめがけて切りおろす）や打撃などを駆使して戦うことができる。投擲することを目的としたものは投槍という。
槍の特性

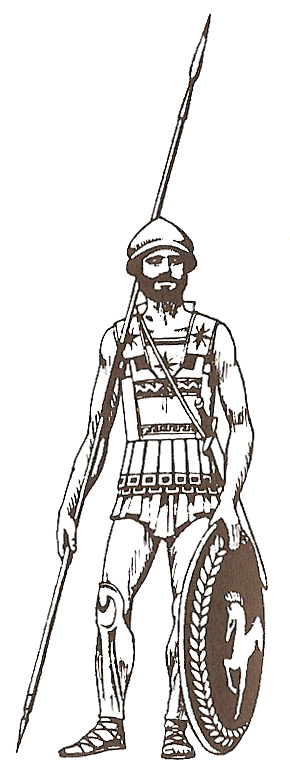
ペルシア戦争（紀元前492年 - 紀元前449年）の槍兵

剣を使うより有利に戦うことができる。欠点は、大型ゆえ閉所での戦闘や乱戦には向かないことや、近接戦闘では長い柄が不利に転じ得ること、携帯に不便なことなどである。
戦闘時に相手との距離がとれることによる恐怖感の少なさや、振りまわすことによる打撃や刺突など基本操作や用途が簡便なため、練度の低い徴用兵を戦力化するにも適した武器であり、洋の東西を問わずに戦場における主兵装として長らく活躍した武器である。
槍を長くするほど、相手との距離を空けて戦えるうえに相手の攻撃が届かず優位に立てる。一方で、槍が長くなればなるほど接近戦が絶望的になるのと同時に、森林や狭所での移動や取り回しが難しくなるなどの大型の武具全般に言える欠点がある。この欠点は洋の東西を問わず認識されており、ファランクスや槍衾（やりぶすま）など野戦で槍兵の密集陣形を作り「鋭い槍先の壁」を作ることで敵を圧倒し撃破する方法が発展した。大軍と大軍が激突する戦争においては槍兵の密集陣形は圧倒的な威力を発揮する。

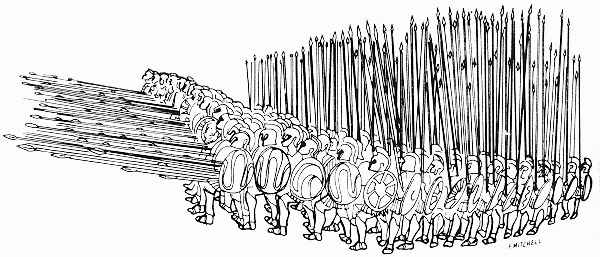
古代マケドニアのサリッサを用いたファランクス

密集陣形で使うことを前提にしつつ、古代マケドニアの国王ピリッポス2世は、当時の常識を覆し、古代ギリシアの槍をさらに2倍ほどの長さの4.0‐6.4 mに進化させたサリッサを生み出し、そのサリッサのファランクスで勝利を重ね国を大きくした。
ただし戦場での戦列が乱れた乱戦状態での使用は困難である。しかし、乱戦での使用が不可能という訳ではなく、日本の戦国時代の乱戦においては槍組足軽が「横槍を入れる」といい、槍で側面攻撃する場合もある。
個人戦（一対一の戦い）の場合も、俗に「剣にて槍に対抗するには三倍の段位が必要」と言われるように、一定技量を持った者同士の場合、一対一の戦いでも槍のほうが剣より圧倒的に有利である。
長柄形の武器は、基本的に使用者の身長からその2倍程度までが無難であるとされるが、使用者の身長の数倍以上のものを扱う者もいる（約4‐6 m）。逆に1 mくらいのものもあり、片手で扱う武術もある。「無用の長物」と言うように、使用者が扱えないほど長くなれば戦闘にほとんど使えないということもあり得るので、特殊な方法（集団戦法など）を除いて自分の力量や戦術に似合った大きさのものを選ぶ方が良い。
右手で柄尻に近い側を握り、左手を前に出して支える構えから、左手の中で滑らせながら右手の力で突き出すというのが最も基本的な使い方である。重量のある長槍では両手で握り締め突進しながら突き出すほか、高く差し上げて打ち下ろす使い方も洋の東西で見られる。古代ギリシャの重装歩兵は盾と併用し片手で投槍の要領で肩の上に構えたが、いずれにしても得物の長さや状況に応じて臨機応変に構えを変えたようである。突き刺す以外にも、叩く、なぎ払う、かすめ・叩き斬る、絡める、引っ掛ける、フェイント的に柄の側を使うなど、さまざまな用法が開発されている。
日本では槍術と呼ばれる技術体系がある。槍術は、棒術と組み合わせることも多く、棒術などの他の武術体系の領域とも重複し習得内容の幅が広く、非常に難しい。とは言え、同じ長物である大剣などと比較すると、そこまで扱いづらいものではない。
槍はその威圧感を利用されることもあり、特に衛兵や門番は槍を持った姿が多い。
投げ槍
槍を投擲する概念も、紀元前から存在する用法である。腕の延長としてスイング半径を拡大し飛距離を増大させる槍投器が世界各地から発掘されている。投擲用の槍は、適当な重量やバランスが手持ち用の物とは異なるため、独自の発展を遂げた。古代ローマのピルムは最も高度に発展したものの一つと言える。
弓の発明・伝来がなかったアフリカ、オーストラリア、ニュージーランド、ニューギニア島、ポリネシア・メラネシア・ミクロネシア太平洋諸島圏及びハワイ諸島、南米奥地などでは、近代まで狩猟具や武器として用いられてきた。現在の陸上競技でも投げた槍の飛距離を争うやり投が存在する。
変化形、バリエーション
両手剣類を扱いやすくする形で槍に似た形を得た武器もある。長巻やツヴァイヘンダーなどが好例であり（刀身根元付近に刃着けしないかあるいは革柄で覆ったリカッソと呼ばれる部分を施したグレートソードや、同様に大太刀から長巻に変遷する途中に刀身中程まで柄巻きを施した中巻野太刀のように、形状は異なっても扱いが槍や薙刀に近似しているものもある）。
最初期の銃も、すでに存在していた同じ投射武器である弩には似ておらず、むしろ槍に似た長柄の先に薬室と銃身を取り付けた形態であった。その銃が発明された中国では現在でも主力小銃を「歩槍」と呼ぶなど銃に「槍」の字を充てている。
19世紀頃になるとその銃器の普及が進み、槍は取って代わられていった。しかし、戦闘時における槍としての機能の有効性は未だ健在であり、軍用のサバイバルナイフの中には柄の部分が空洞になっていて、木の枝などを挿し込んでソケット式の槍にするものもある。銃剣は剣と書くが、実質は扱い・形状共に槍（剣部 = 穂、銃身 = 柄、とも見て取れる）であり、現代の主力歩兵小銃もほぼ全てに銃剣が取り付け可能であり、実戦で使用するための訓練も行われていることから、未だもって銃剣ひいては槍は全世界で実戦配備されているとも言える。
21世紀に入っても、イギリス軍がアフガニスタン紛争において銃剣突撃で武装勢力を壊乱させた事例が存在する。その他、土木用具のシャベルも、特に塹壕戦では白兵戦用の武器の中で最も活躍した立派な武器として認知されている。現代の非対称戦においては、いかに先進した軍備を誇る大国の軍といえども、劣弱な後方部隊が襲撃される状況がままあり、銃剣を含めた兵士個々人の気力体力に依存する戦闘力の意義がむしろ大きくなっているとも言える。
武器以外の用途
軍旗の旗竿としても使われる。（そこから転じた優勝旗などの旗竿はしばしば槍を模した穂先などの装飾が施される。）
担架やもっこの代用品として、戦場で負傷者や荷物などを運ぶ道具として使用されることもある。

## 歴史
旧石器時代には既に人類は投石と棍棒と槍を使用していたことがわかっている。鋭い牙や爪、突進力を有する動物に対するために槍の長さは有効であり、この利点はそのまま対人の兵器としても発展していった。

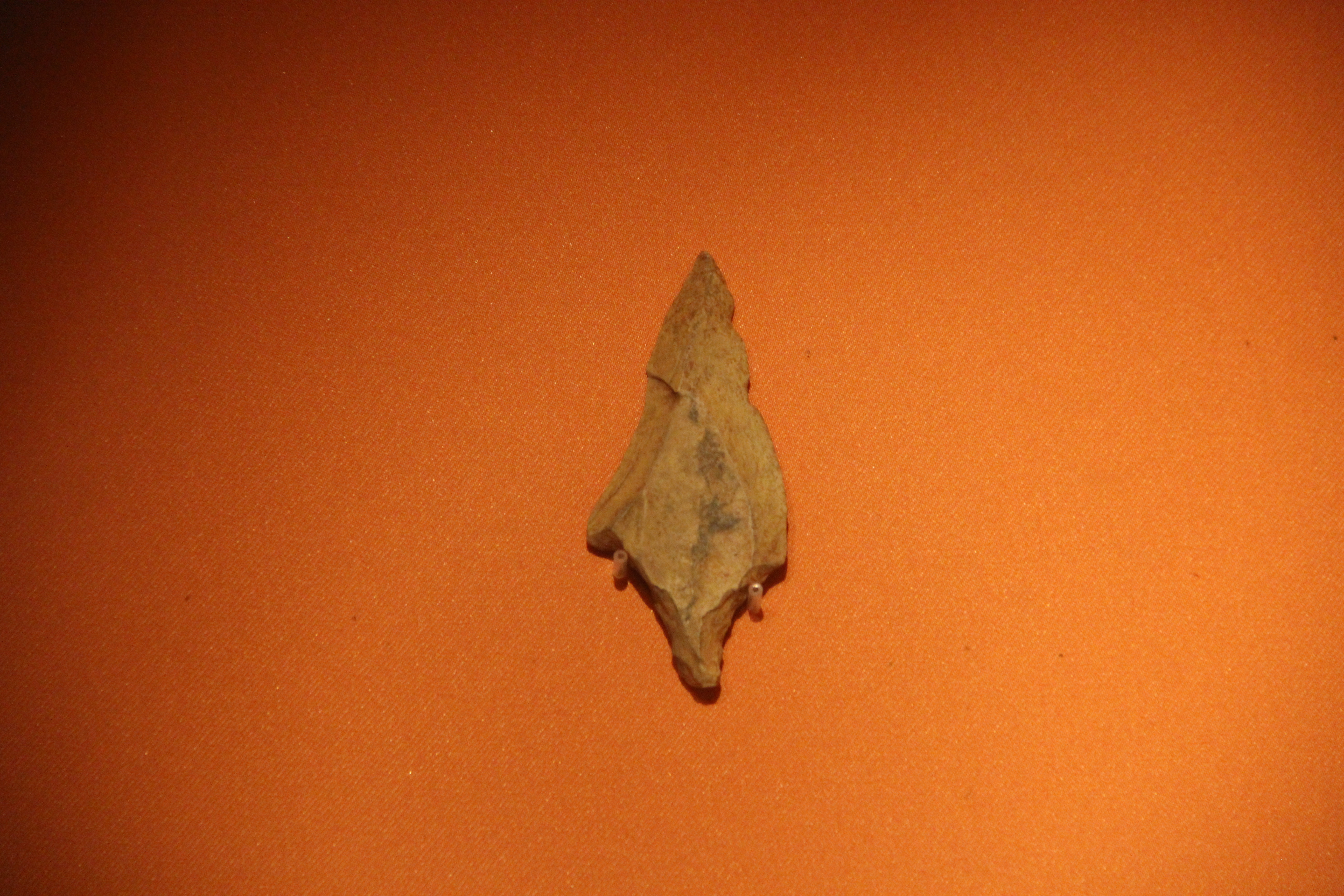
旧石器時代の槍先
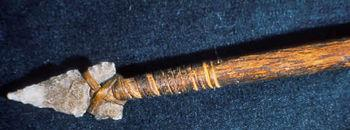
石器時代の槍の再現。狩猟につかわれていたと考えられている。
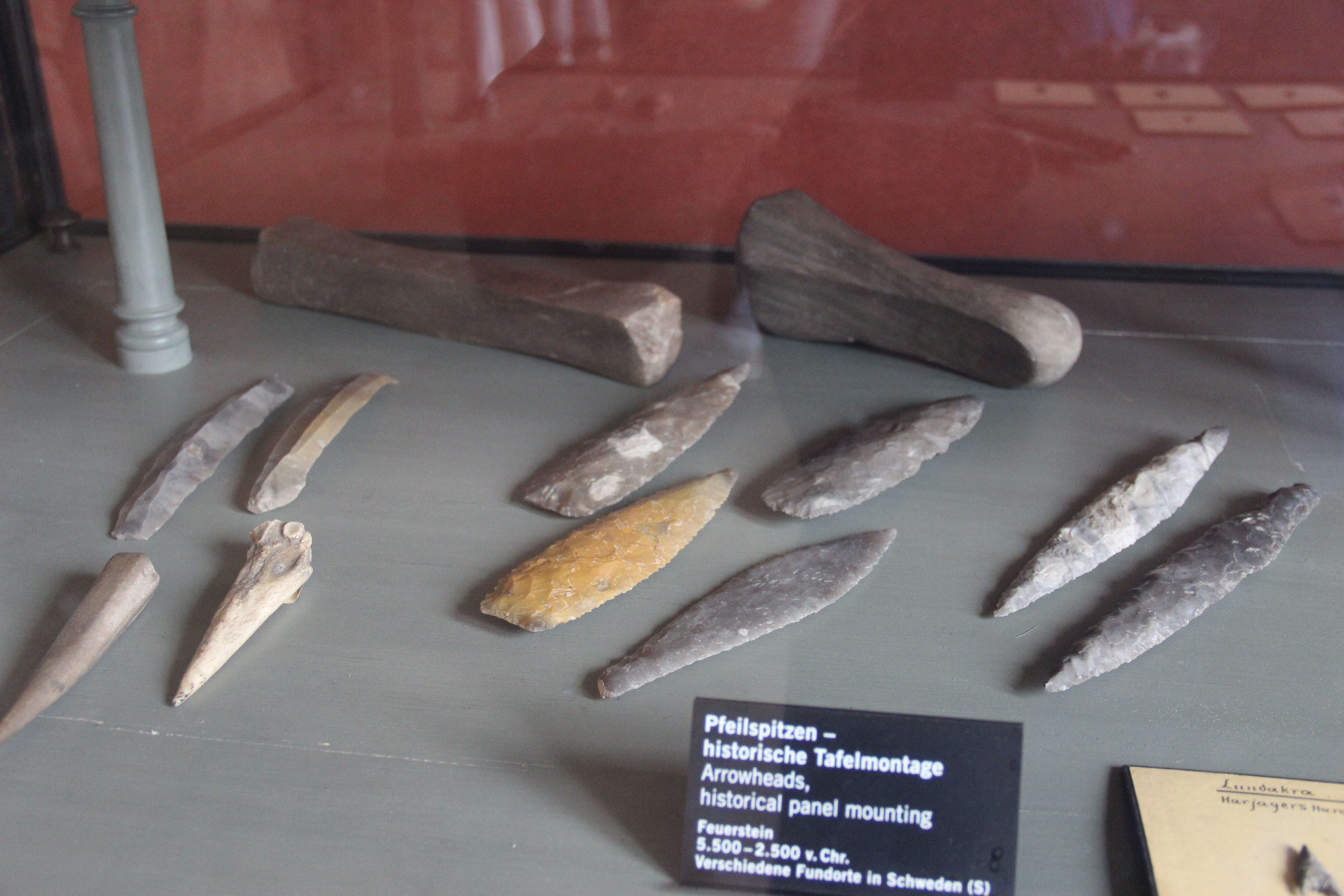
先史時代の槍の刃先。紀元前5000年- 紀元前2500年のもの。（ドイツの博物館所蔵品）

古代世界では槍の使用は広まっていた。

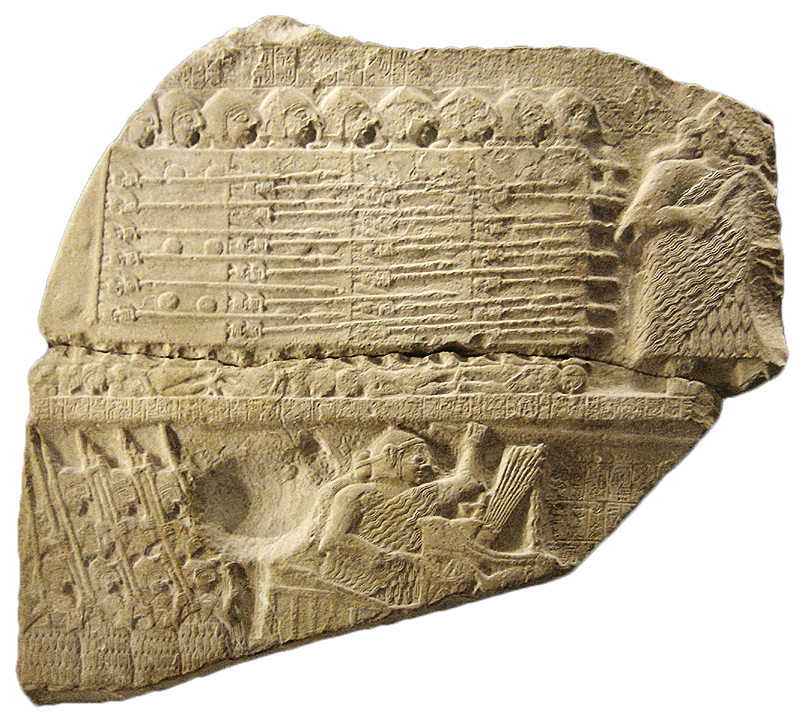
シュメールの槍兵部隊。紀元前2450年。
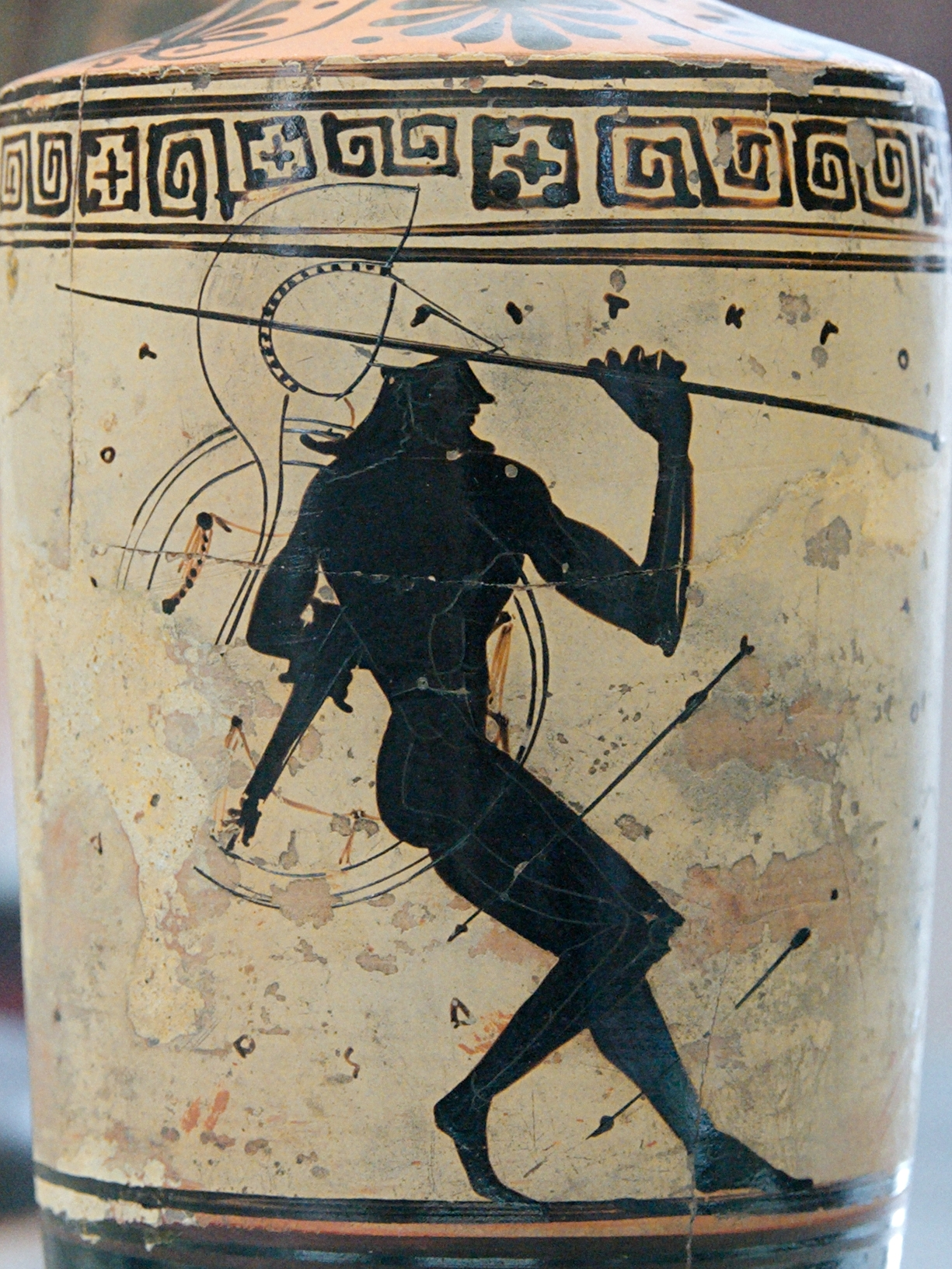
古代ギリシアの槍をかついだ兵士
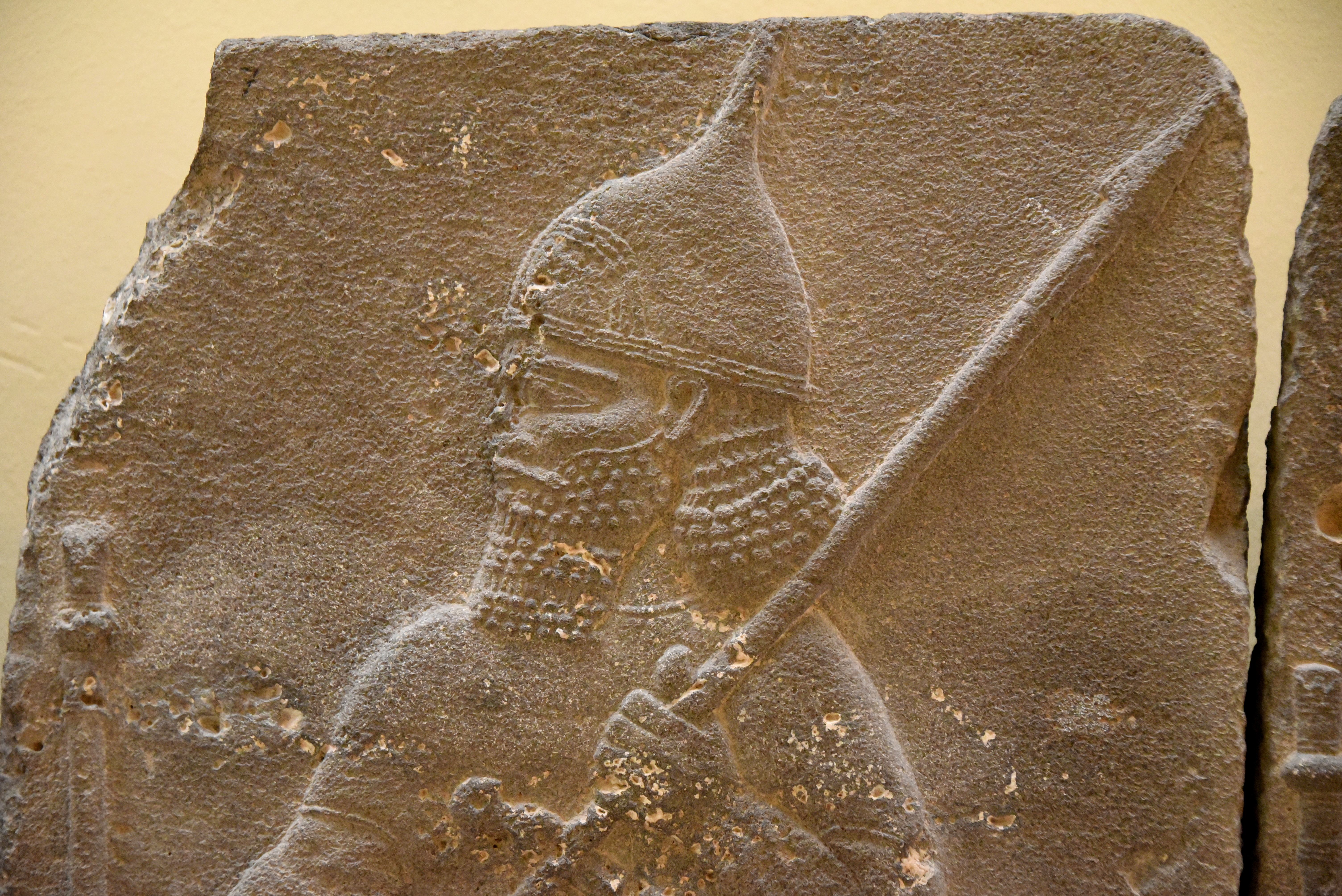
古代シリアの槍兵
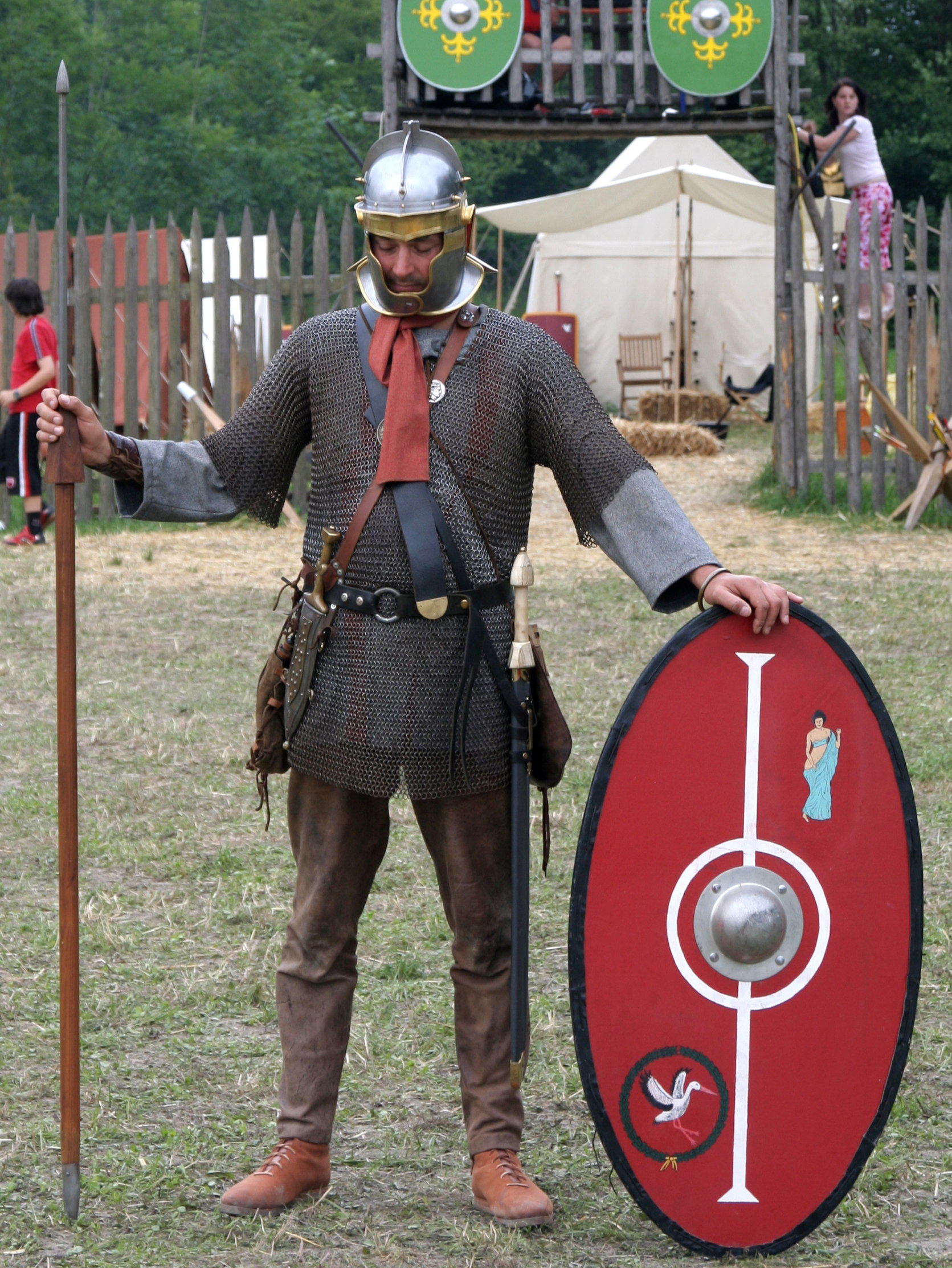
古代ローマの軍の槍と盾をもつ兵（の再現）

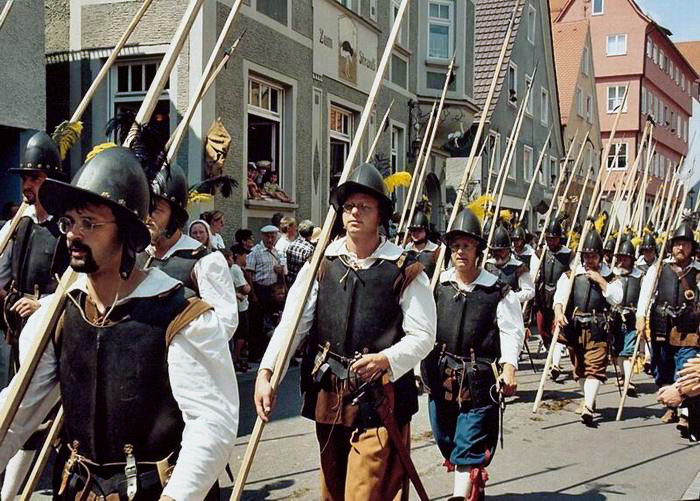
中世ドイツの槍兵部隊を再現した祭り
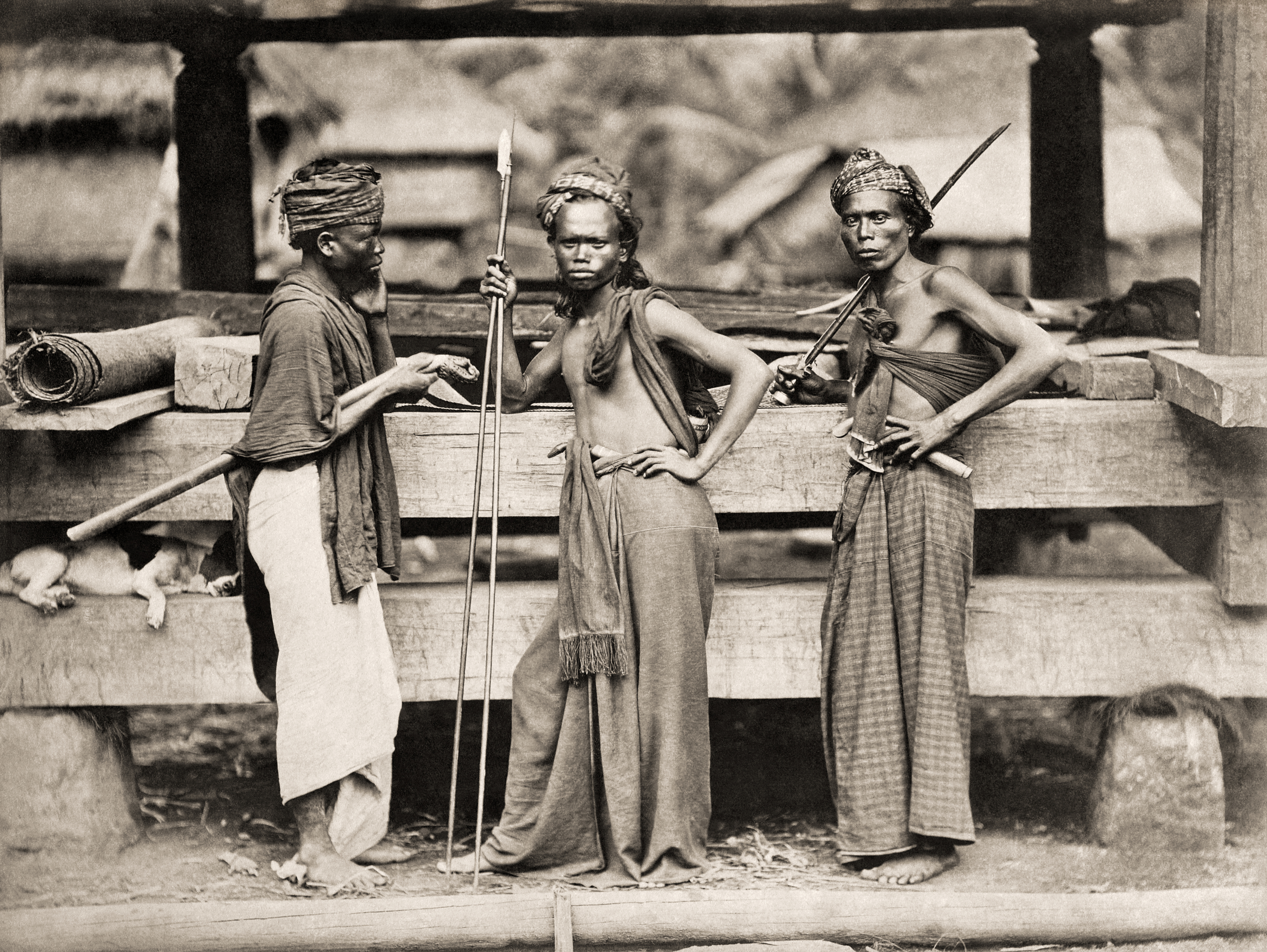
槍を携えたバタック人の戦士
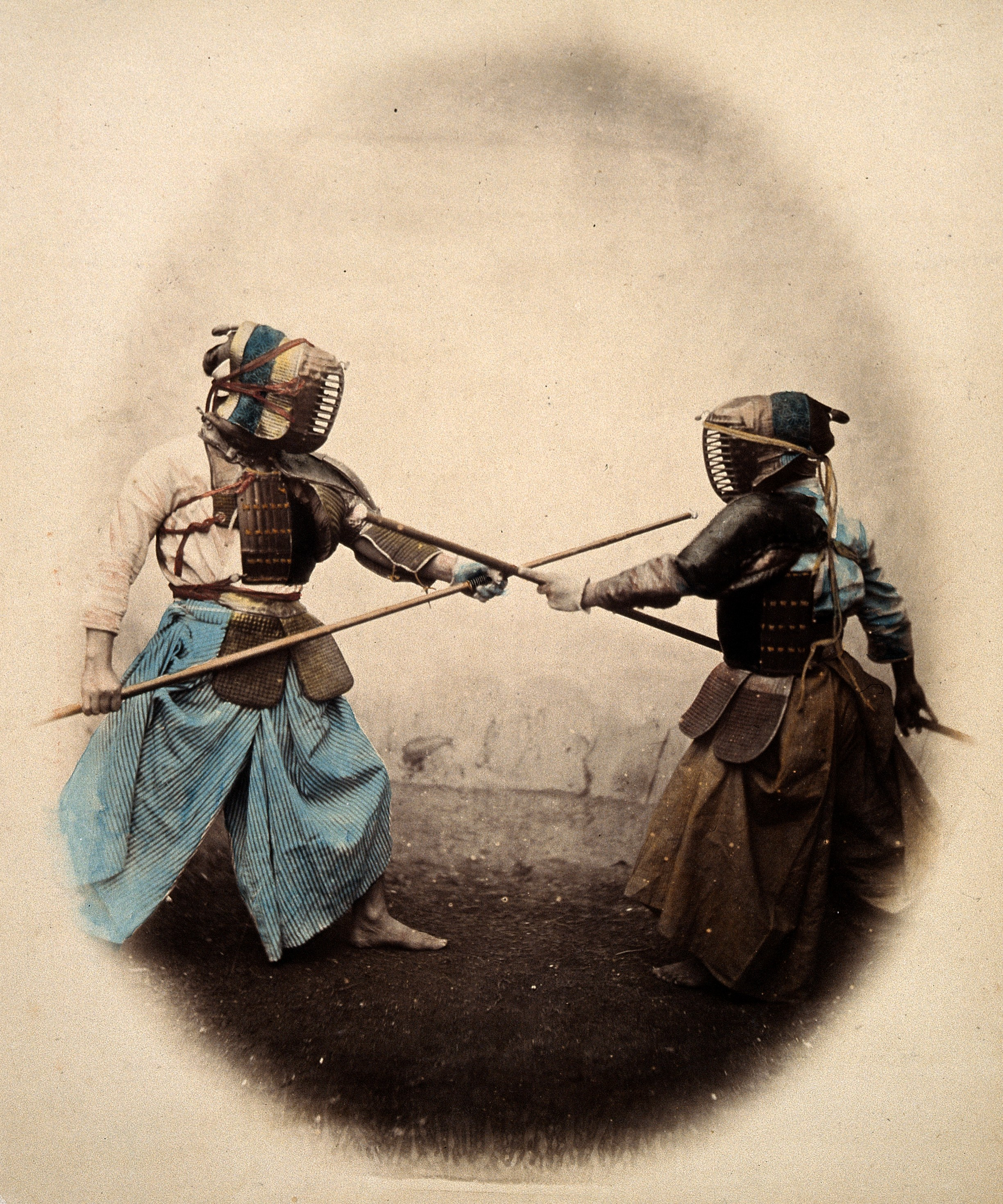
日本の槍術の稽古
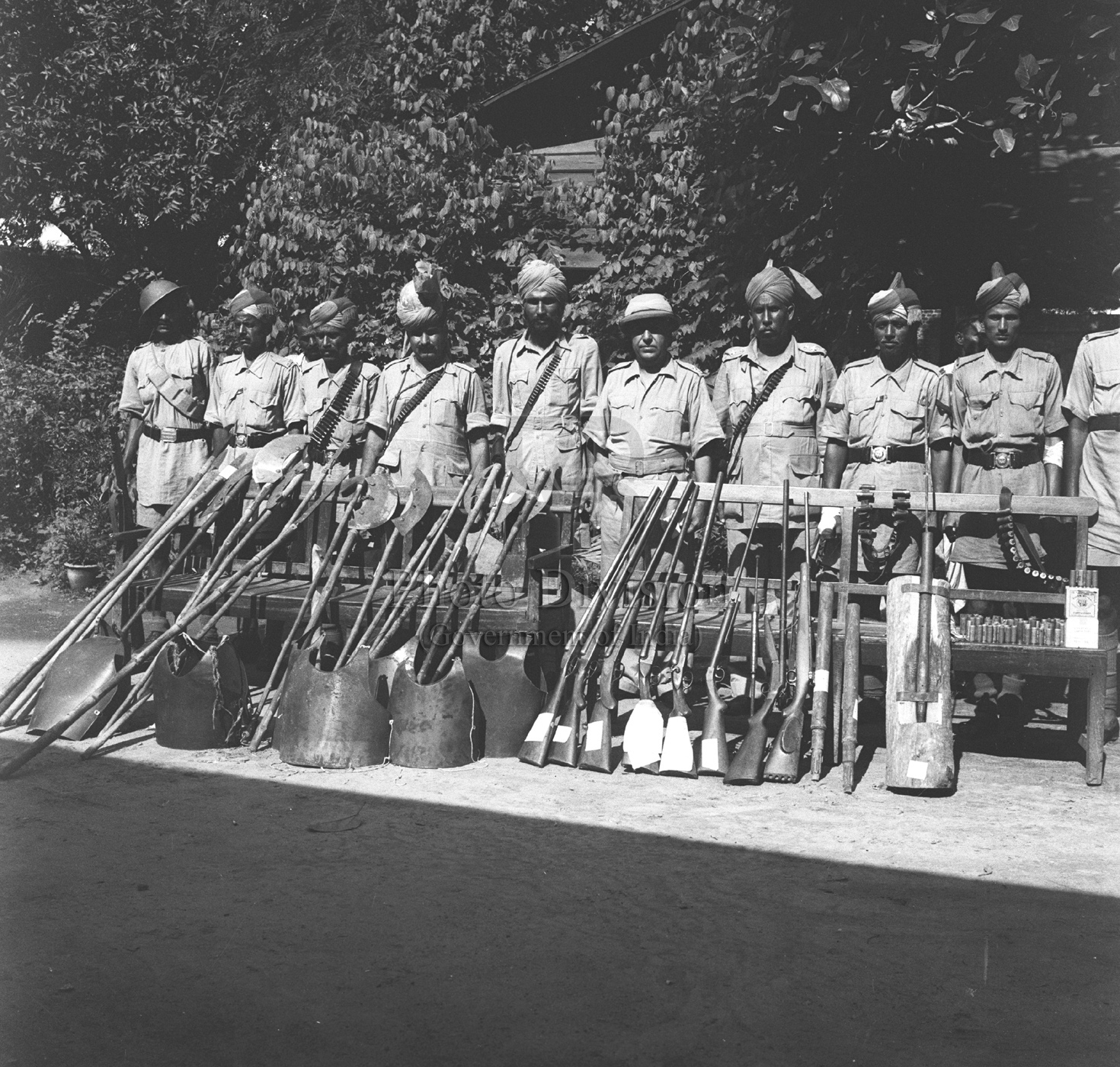
インド、パハールガンジにてイスラム教徒の暴徒から没収された武具。中には槍や斧も見える（1947年）
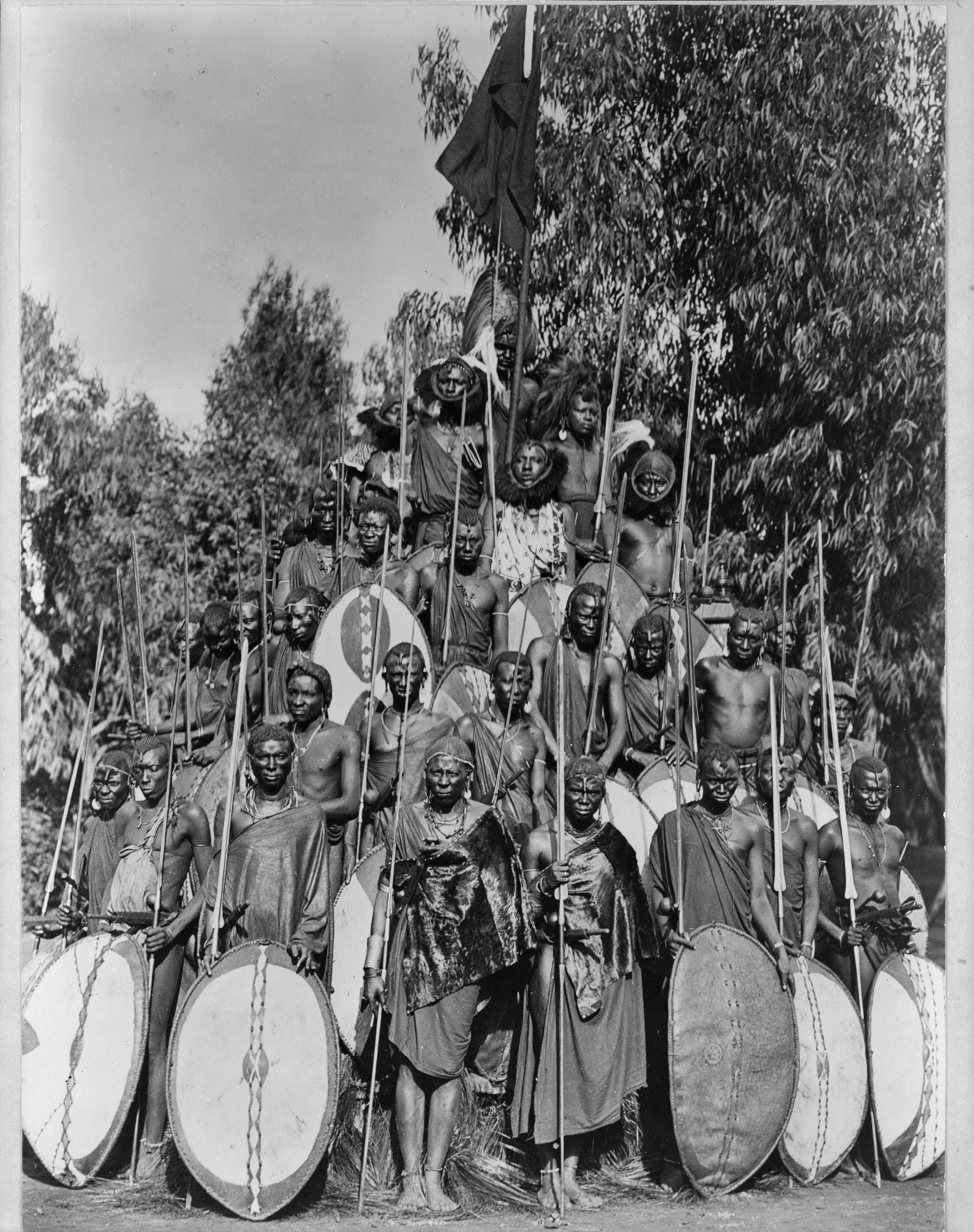
イギリス領東アフリカの先住民、カビロンド（英語版）の戦士（1910年）
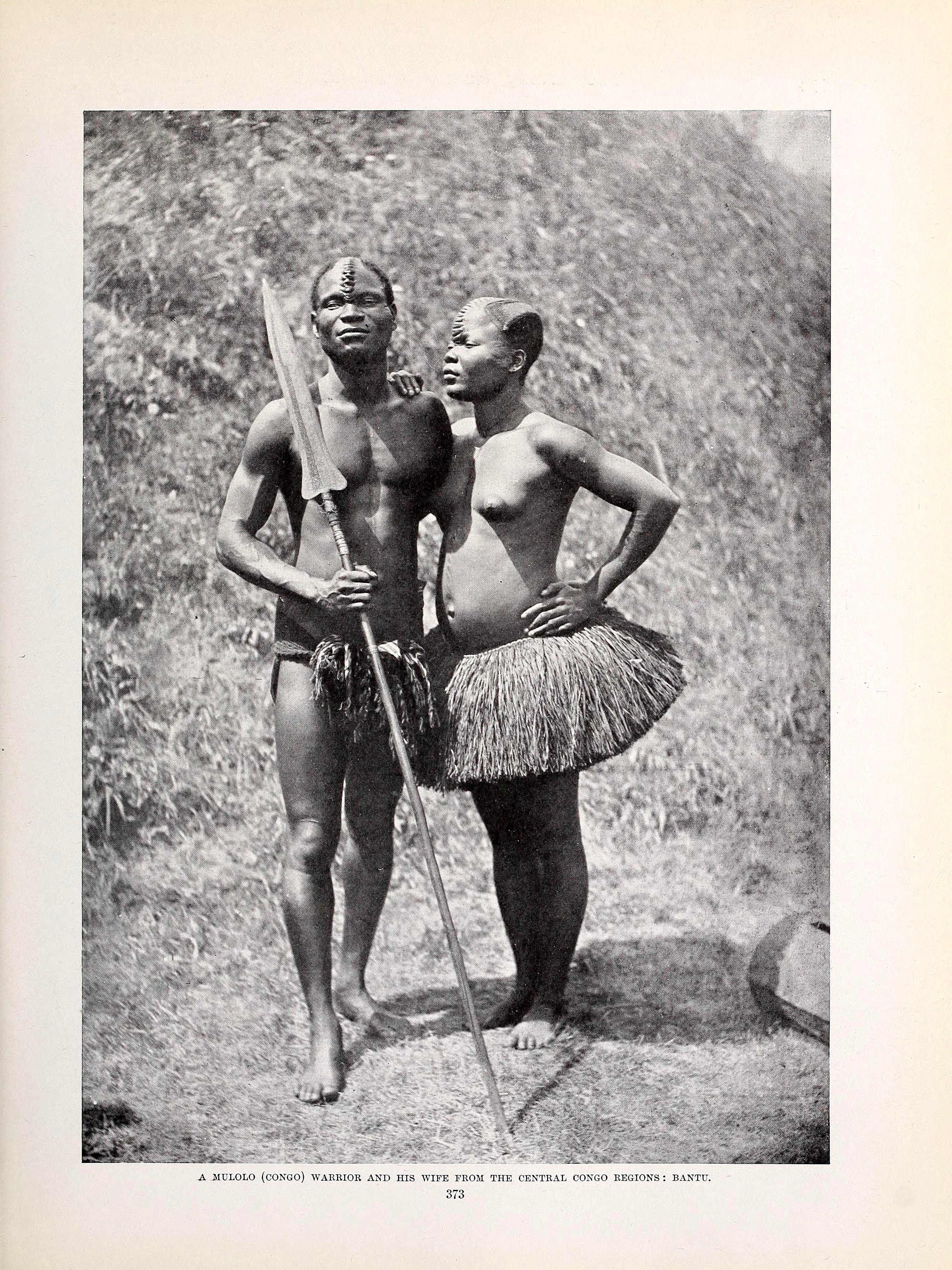
コンゴ人の戦士と、その妻（1902年）

戦斧・鎌・フック・鶴嘴・ウォーハンマー・戈など多種多様な長柄武器に発展していった。
近世以降は銃剣を着剣した小銃が狭義の槍に取って代わったが、銃剣の使用法も槍そのものである。

## 構成
槍は主に、長い棒（柄）とその先端に付く硬質な部品（槍頭）の二つで構成される。基本的に衝撃に耐え得るように分厚く丈夫に作られていることが多い。

### 柄
柄は最も重要な部品で、柄の造りで槍の強度が左右されると言っても過言ではない。また、状況や使用法によっては柄自体も打撃武器となり得る。そして、柄の造りは千差万別でひと括りにはできない。
柄の長さは、短いもので数十 cm、長いものでは8 m程度に及ぶものも存在する。断面形状は円柱形（突く・振り回す・叩くことにはこちらが使いやすい）が多いが、刃の角度が手の感覚で分かりやすく、手首のひねりで角度を変えやすい斬撃用に特化した楕円形・倒卵形、栗形（宝珠形とも：たまねぎ状）や多角形（角を丸めた三角・四角や五角〜八角、十二角〜ほぼ円に近い五十二角など）のものもある。太さは個人の好みや使いやすさにより様々であり、さらに柄に枝や節が付いているものや、木刀の柄のように木の素地を生かす・またあるいは打刀や長巻のように柄巻きを施して手だまりをよくし（握りやすい程度の摩擦力を生じさせ）打撃や斬撃に適したもの、漆や蝋などを塗り滑りやすくしたものもある。
柄は主に木製であり、特別に製作される場合を除き、地域ごとに自生し普及性のある材が最も多く用いられることが普通である。基本的には樫、栗、胡桃、椎、ブナ、梓、オーク、桜などの頑丈な木材が加工されて使われることが多い。クヌギ、ナラ、柏、カツラは、上で挙げた木々などに次いで重硬かつ柔軟性もありやや割安なので比較的利用された。磨けば光沢も美しく硬いが柔軟性には欠ける柘、椿、カヤ、ケヤキ、槐、ビワ、トチノキ、イスノキ、イチイ、柿（黒柿と呼ばれるタンニン分を多く含んだ心材）は、衝撃にやや脆くあまり長く作れないうえ、材自体も希少でコストパフォーマンスが悪い、あるいは飢救食料であるなどの理由により、美術装飾用など特別な生産の場合を含め、生産はごくわずかである。
また、日本では、室町時代後期から戦国時代にかけて一時期即席の槍として、その急務性と軽さから農民兵に貸し出し用に生産された「お貸し槍」などに杉、松、ヒノキ、サワラ、ツガなど針葉樹が使われたが、一部の特殊なもの（山岳北斜面に植えるなど日照生育を作為的に悪くし年輪が詰まって重硬・頑健になった吉野杉、北山杉、秋田杉、雨が多い地域で充分に育ち樹脂分を多く含み耐水・耐不朽性が強い屋久杉や松、ヒノキ）を除き、さほど頑丈ではないためあまり普及しなかった。
中国では元来天秤棒やもっこ、物干し竿などの竿に竹とともに日常的に使われていた、軽くてしなやかで叩き付けても折れにくい白蝋棍（白蝋樹・白蝋木とも。大陸産の柳の一種。近年での少し高級な材ではトネリコやアオダモも代用される）が汎用性もある高品質の柄として、また棒術の棍・棒としても用いられてきた（→長器械）。
後記にある熱帯性の木材が手に入りにくい大航海時代以前の欧州では、北欧などの北方地域では重硬な木材が手に入りにくいため、松、ヒノキ、栂、ヒマラヤスギ類などの比較的軽くて耐寒性と水や湿気に耐腐朽性があり普及している針葉樹系の心材や柊、アッシュ、樺が用いられ、南欧では椎、ブナ、オノオレカンバ、オーク、ウォールナット、セイヨウイチイ、マロニエ、オリーブ、月桂樹、レバノン杉、カシューナッツ、など比較的重硬な材が使われた。また、大西洋航路の確立後は北米からヌマスギも安価な用材として比較的多く流入した。また古代ローマ・ギリシアをはじめとする地中海周辺ではまだ絶滅危惧ではなかったレバノンスギが豊富に使われた。
東南アジア・中南米・西アフリカなど熱帯多雨林地域では、重硬な丁子、ムクロジ、菩提樹、ニセアカシア、ゴムノキ類など木材類や黒檀、シャム黒柿、紫檀、鉄木、タガヤサン（テットウボク）、癒創木（リグナムバイタ）、ブビンガ（プビンカ）、ローズウッド類などの最も硬質な木材類が、生育もよく、採集も容易だったため多く用いられた。
その他、軽量さや生産コストの低さを求め、強度に不安のある低品質な木材が使用されることもあったようであるが、これらは往々にして折れやすいものであった。また例外的に、装飾用・儀礼用として実戦を想定しない類のものには、柄の材料としては向かない上記以外の木材が使用されることもあった。鯨のヒゲ、イッカクの角、象牙、サイの角など、動物性の材も、儀礼・装飾用や木材の採れない地域での槍に用いられることはあるが、木材と比較すると脆く強度に欠けるのでセイウチの牙、水牛の角などとともに芯材の補強用にとどめる場合が多い。
鉄・青銅・真鍮などによる総金属造りのものも存在するが、金属部をしなやかな細身にしたり鋼管技術が発達するまでは柄として用いられたことは多くはない。これは、総金属製の柄でできた槍が重く、扱うために平均以上の膂力と全身持久力が必要となること、また寒冷・高山地では熱伝導率上持ち手が凍える、同様に熱で素手では触れないほど熱くなることもあるが（もっとも、この場合柄の表面に布・紐・革など別の素材を張り合わせれば解決できる。ただし、重い金属製を扱う場合は磨耗に耐久性のある材質でないと使用頻度により取り替えることになるのでコストパフォーマンスはそれだけ下がる）、感触が硬く衝撃の際に手がしびれる、手の内が汗などで滑りやすい、などの理由によるものである。そのため、鍛錬や己の壮健さをアピールするなどの特殊な場合以外では、熱帯地域以外ではあまり好まれて使われない。
複合素材を用いた例として、日本では室町時代後期から「ウチ柄（うちえ：打柄）」と呼ばれるものが存在する。これは、頑丈な木材ほど重くしなりがなく脆くなりやすく、柄を長くすると扱いづらいため穂先が小さく短くなりやすく、また、重硬な木材は製造が高価になるという問題を克服するためである。制作法は、厚めの竹を裂いて断面が台形もしくは三日月型・小波紋型になるように割った長く加工した竹板を、心材（木・あるいは鉄製）の周囲に放射状に巻いて円柱状になるよう取り囲んで組み(断面の構造としては〇の中に❉、あるいは❂️に近い形状)、ニカワで接着して麻紐や籐・革で巻き、さらに補強と防水・防汚をかねて漆を掛けて固めるという加工を施す。これは、敢えてあらかじめ分かれている竹板を寄せ集めて集成することで竹刀のように撓り衝撃を逃す役割がある。また、工程量に大きく差はあるものの、打ち柄より先に確立していた和弓の合成弓の製造法に類似している。ウチ柄の中でも、中心に檜を用い周囲に嵯峨竹と革を用いた柑子打は、万に一つも折れる心配がないと評されている。

#### 補強
一般的に穂先近くの柄に打撃や斬撃によって折れないよう補強が施されることが多く（日本では太刀打および物打ちという）、柄全体には布、皮や蔓、樹皮等を巻き付けるものや、縦に細長い鉄板を前後左右どちらかの片側か両側に貼り付けるタイプのもの、その両方を組み合わせてあるものも多い。
例外的に蛭巻きという鉄・銀・真鍮・銅合金などの蛭金というテープ状の金属帯を柄に巻き付ける手法や板金でぐるりと覆う手法もある。千段巻という元は弓を補強する技術から流用された籐や針金などで巻きつける方法もあり、これは滑り止めにもなり柄を握る際の手だまりをよくする。
日本の槍において補強を施す一番の理由は、槍の強度的な弱点である目釘の部分を補強するためにある。さらに敵を打撃した場合の破損を防ぐほか、柄に傷が入った場合、柄を削り直すか交換する必要があるが、補強部分だけの交換だけで済むことにある。また金砕棒や棍棒のように破壊力と強度を合わせ持つことにもある（中には十手のように横に鉤状の突起が出たものもある）。
補強に使われる素材は竹、籐（ラタン）、樺、蔓紐、等の植物性素材や和紙を紙のりとして用いた天然樹脂や縄や紐等の加工品、鉄や真鍮、青銅などの金属および合金素材、皮革、毛、腱、牛やサイなどの角、骨、象牙等の動物性素材や、鉱石など非金属など多様で、柄と同じく漆や蝋や膠、天然樹脂などで塗り固めて作ったものも存在する。

#### 鍔
柄の中には鍔が付属されているものもあるが、打撃に耐え得るように太く作られている場合が多い。慣性などが大きくなるのを防ぐためか、サイズは小さくなる傾向が見られる。また、刃渡り自体が短いので鍔のリーチを伸ばすために柄の方に寄っている、または刺突時や振り回すときのストッパーや邪魔にならないように小さめにして柄の中間辺りに付くものもある。ランスでの突撃や、手元の防護や体当たりの補助のために根元辺りに鍔として付いている。
また、日本では十文字槍などのなかには打刀同様鍔を設けたものがあるほか、項目「日本における槍」でも後述するように滑り止めのための血留玉や項目「槍及び長柄武器の分類」でも後述する管槍が存在する。

### 槍頭
槍頭（穂）は打突時の構造上強度がある三角錐状・四角錐状や刀剣の刃状、円錐状で、石製のものから金属製のものまで時代や地域によって異なる。穂先が刃状の場合、斬撃の機能もあり、同種の武器である薙刀と比較すると刃に反りがない分、刃物としての切断効率は幾分劣るが、打撃によって叩き斬ることを目的に設計されているものが多い。これは細身の刃では斬撃の衝撃に耐えるのが難しいため、無理に刃を付けるよりも、打撃力そのものを強化した方が効率的だったからである。槍の種類の発展型としてハルバードのように斧・鎌・鉤などを組み合わせ、斬撃の機能を強化する、引っ掛ける、敵刃を捕らえるなど多機能化した枝物が存在する。矛先が複数に分かれているものは場合によっては刺突の際、威力が分散されることが多く、三叉、二又などの銛と同一、戦場では多少改善されているものが主流。先端が尖ってさえいれば5 cm程度の刃渡で刺突には全く差し支えなく使えるため、その他多くの槍、特に突きや打撃に特化したものの多くは刃渡が5 cmにも満たず、刃が付いていないものもある。

### 石突
刃と逆の先端部分は石突と呼ばれる。
さまざまなタイプがある。
そもそも、素朴な段階の槍では、槍先と反対側は木材の柄のままで、特に石突は無いものが一般的ではあった。時代が古いものでは石製のものもある。全体の重心のバランスをとったり重くしたりするため、青銅・真鍮・鉛製のものもある。量産型（数物）では簡略されたものもある。地面に突き立てる、突き立てる際の柄の保護、重心を中央に安定させるなどの他にも、先を鋭く尖らせて刺突や疾走時の補助として棒幅跳びのように槍を用いたときの接地時の支柱やブレーキ機能及び、同じ要領で流れの緩やかな河底を鎧着込みのまま潜って移動する際に錨のように一時固定する爪としての機能を持たせたものもある。錘、メイスを取り付け打撃力を強化したものなどの、攻撃用に特化されているものもある。通常の石突でも突いたり殴ったりすることは可能である。
（どこの地域？、いつの時代？に関して）「半球型の鉄製キャップが多い」と言った人がいる
{。
石突の部分が穂先と同じように刃や剣身、針などのように鋭利な形状に作られているものも少数存在するが、実戦では自分自身や騎乗している馬、味方さえも傷つけやすいうえ、地面に突き立てられないため、扱えるのは技量が高い者に限られることからあまり普及していない。逆に日本の薙刀は基本的に地面に突き立てないため、石突は半月形等の斬り付ける用途に向いた形状が大半で、多くの薙刀術にも石突で斬りつける技が含まれている。
- 日本の槍の石突の一例
- 日本の槍の尖った石突の一例

### 接合法
柄と槍頭の構成は基本的に、柄に被せる袋穂式（ソケット状）と挿し込み式（日本刀の茎（中芯・中心：なかご）のような造り）があり、単純に武器としての耐久強度としては挿し込み式の方が高いが、総合的に見ると絶対的に有利とは限らない。また、これらの接合に使われる部品は必然的に柄の補強とも統合される場合が多い。
袋穂式は、完全に包み込むものと両側で挟み込むもの、片側のみで柄と繋ぐものなどがある。柄の製作や修理が比較的容易にできる代わりに、特に斬る・打つことがし難く、造りによっては挿し込み式より頑丈になることもあるが、金属製の補強用材（鉄及び真鍮・青銅など）のため重量が膨大になりやすい（袋槍を参照）。ヨーロッパ諸国の多くや中国をはじめとする東・東南アジア諸国などで使われていた槍はかぶせ式が多い。
日本では縄文時代には既に石器や骨器の石槍や矢、銛などの狩猟具や漁具でごく短い挿し込み式を天然アスファルトで接着し接合されていた。
挿し込み式は、途中まで半分に割った柄の間に挟む形式（柄その物が二つに分かれるものもある）と、柄を空洞になるようにくり抜き中に入れる形式などがある。修理に時間と専門技術が必要だが比較的丈夫にできるため、頑丈な槍を作りやすい。また、日本の槍の多くはこの造りであり、柄と槍頭を安定させると同時に相手からの斬撃で容易に柄から穂が斬り落とされないようにするために刃：茎の比率を1：2 〜 1：3と長く作る（鎌倉時代から槍と同じく台頭してきた大太刀は初期のこの構造になる前の槍の穂（袋穂か短い茎の穂）を柄ごと斬り落とすために開発された長物ともいわれている。また同様に平安時代後期に台頭してきた薙刀にも同じく槍以前に袋穂を持つ矛の穂先を斬り落とす用法がある）。
また、前述の太刀打ちと茎挿し込み式の強度を利用して足軽や農兵は長柄槍とも呼ばれるお貸し槍（貸し出された槍）で文字通り「叩き合った（≒戦った：たたかった）」。これは、不慣れな長物で敵を刺突するよりも唐棹などで脱穀する動作に近い叩く方が慣れているからとも、傭兵として相手方にも雇われている身内・親類もしくは同郷の友人・知人を昏倒させるにとどめて殺傷しないように配慮したからとも言われている。
また、日本のほとんどの槍には挿し込み式・袋穂式ともに穂から柄にかけてくびれた首のようなものがあり、これを塩首（けらくび・しおくび）という。この部位は細く柄と穂を繋ぐもっとも衝撃と圧力が加わる部位の一つなので、それらを分散するように三角・平三角穂は五角柱、四角錘穂や剣刃状穂の場合は八角柱に形作られている。
- 槍について　（誠武無染舎）

### 穂鞘
槍の携行時や運搬時に槍頭（穂）の防汚・防錆や欠損防止、また人員や馬などの家畜・物資や構築物に接触した際に損傷させることを防ぐために、中世以降は戦時以外では刀剣と同じように鞘に収めることも考えられた。
材質としては西欧では皮革製、アジアでは布を巻きつける簡素な手法や陶器製・木製のものが多い。日本では打刀の鞘と同じように木製が多く、後世（少なくとも江戸時代前期）にはのりで厚く重ねた和紙を漆で固めた簡易の鞘も出てきた。緊急時に地面に叩きつけて鞘を外せるようにわざと細かく分割した木材を貼り合わせて作られることもある。さらに凝ったものや装飾用のものには西欧ではスエードや羊毛、ビロードなどを鞘の内張りにすることがあり、日本では平安時代から獣の毛皮を内側に張るなどして緩衝と防湿・防水の効果を持たせる場合があった。室町時代以降皇族や各時代の為政者・権力者が所持する高価な物や献上品等、神事の山車鉾用鞘などでは前述の西欧同様舶来輸入品であるスエードや羊毛、ビロードで内貼りされたものもわずかながらあった。また戦国末期から江戸時代にかけて、日本では螺鈿細工などの蒔絵細工を施すなど装飾する場合や家紋を入れる場合もあった。

### 装飾
槍や長柄武器の中には敵を威圧・挑発・威嚇するためや上司や敵に己の奮闘ぶりを見せ付けるため、個人が所有を特定するため、あるいは敵に対する目くらまし、宗教的・呪術的な儀礼や生存への渇望や戦勝祈願・加護・心理的な威力付与・敵に対し怯ませる効果を求めての護符（アミュレット）や縁起かつぎ、または闘争用ではなく元から装飾及び宝飾用であるものや、奉納・祈祷に用いるため、または補強を兼ねるためや補強を隠すために装飾を施したものもある。
日本では槍頭を保護する鞘は運搬や保護用の簡素な物が主流であるが、有力な武将は戦地において旗印となるように彫刻や塗装により装飾された物を別途用意していた。特に鳥の羽根を付けた「毛槍」が大名行列など儀仗用として用いられていた。ヨーロッパでは軍旗の竿として利用することもあった。
- 西欧のルンカ・パルチザン・ハルバード・戦斧では鉄や金や真鍮、銀など金属や象牙などの動物性素材補強部や鍔や幅広い刃や柄に彫刻細工や刻印、金・銀などの貴金属や貴石・半貴石や南方の鉄木類をはじめとする高級木材などの象嵌や嵌め込みや箔押しや鍍金、塗装などの細工意匠がある。また、まったくの装飾用で作られたものの中には磨き上げた大理石などの非金属鉱石で補強部を作る、あるいは装飾するものもある。
- 中国武術の花槍の赤い飾り房や鍔・刃の細工彫刻、柄の漆細工や螺鈿細工などがある。また、三叉戟や方天戟には穂や補強部になんらかの護符の意味も込めて細工彫刻が施されることが多い。
- 中東からインド亜大陸をまたいで東南アジアに及ぶまで、実用品・宝飾品ともに金や銀をはじめとする貴金属や・真鍮・青銅などの象嵌や細工彫刻、貴石のはめ込みが穂から柄まで施されることが多い。また、柄も上記に記したように柄材には金属類や重厚で高級な唐木類が使われたので精緻な細工を施されたものも少なくない。

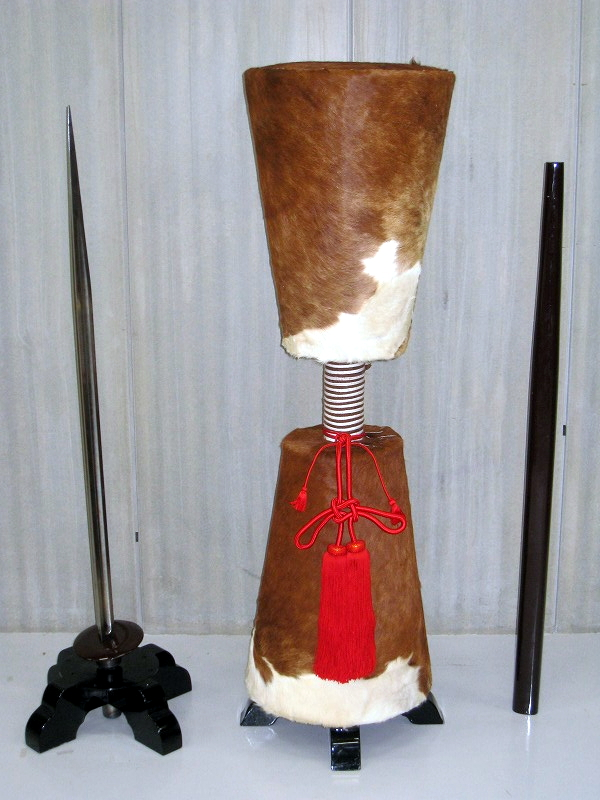
日本の槍の例。左から御手杵の穂先（レプリカ）、手杵形の牛皮製鞘（馬印）、通常の鞘

- 日本の槍では主君や敵に己の奮闘振りを見せ付け戦功をアピールするために大身槍などの刃に細工彫刻を施すほか、打柄の技術から木柄や穂鞘でも防水・防汚のために黒・青・赤・茶などさまざまな色の漆塗りを行うようになり、その透過度を利用して螺鈿細工や金・真鍮・銀・銅あるいはそれらの合金などの箔押しや金泥塗りなどの泥箔、蒔絵細工を行ったり、キジ・クジャク・タカなどの見た目も美しく高価な鳥の羽根や飾り、または鼈甲や水牛の角、珊瑚など動物由来の高級材で装飾なども行った物があった。また、寺社に奉納された槍や矛、皇族・貴族などが所有したもの、出土したそれらのものには奉納品や装飾品・宝物として貴金属や真鍮などの鍔に透かし彫りなど細工彫刻や飾り鉤、柄には象嵌・箔押し、上記のように漆細工の施された物のほか、古代には刃部以外の部位に翡翠や瑪瑙、水晶、真珠や珊瑚など貴石・半貴石のはめ込み装飾やそれらの珠を付けた飾り紐での装飾がある。

## 使用法
片手用の剣や斧などを持った相手のリーチ外から攻撃する、馬上から、あるいは馬自体または騎兵を攻撃する、盾越しに攻撃する、など、用途は多岐に渡る。欠点は、特に大型武具に多く見られる取り回しの悪さと携帯性の悪さである。
柄の長さを変えて攻撃範囲を変動させるうえ、二方向に攻撃力を持たせるため、そこから繰り出される攻防は変幻自在で、相手は慣れていなければ混乱しやすい。また、長柄による大きな回転運動や重量によって打撃や斬撃に高い威力を持たせることも可能で、遠心力、重力の活用により その破壊力は凄まじく 腕や足など骨ごと切ることさえあるという。また、腹、足、肩などを支点として梃子の原理を応用して振り回す技もある。棍棒のような使われ方もされる。槍の中には形状や流派などにより使用方法が全く異なる物がある。太刀と同じ使用法も可能。
集団戦では、人と人との間をできるだけ狭めた、密集した陣形（ファランクス：槍衾）を築き、その陣形の形や盾持ち、弓兵などの支援兵種を布陣させ防衛ラインの形成や反撃、攻撃または、騎兵を馬から叩き落とす陣形などもある。もちろんこれほど密着した陣形を取ると、振り回すことが困難になり、前方以外からの攻撃に脆く、また軍団の移動速度が極端に遅くなるデメリットがあり、ありとあらゆる解決方法が多国で試された。さらに、これらの戦法で使われる槍は5‐8 mと長くなる傾向がある。
柄を長く持つ
長さを有効活用し、相手の有効攻撃圏外から先制攻撃を仕掛けやすく、突き、払い、斬り、（相手を）跳ね飛ばす、叩き潰す、などの動作を行いやすい。また慣性などの法則が最大限に生かせるので威力の高い攻撃が可能である。至近距離での戦闘は難しいが、柄の持ち方を変えながら、できれば移動も合わせれば対応しやすい。これができない場合なら、石突き・柄の部分で対応することも可能だが、動作が中途半端になりやすい。
柄の中ほどを持つ
棒術や格闘技で威力を発揮しやすく、切り替えもスムーズに行うことができ、また石突き部分を効率良く使いやすい。槍を横や縦にしてその両側を駆使して叩きつける、地面に突き付けて防御・移動など、多種多様な技を持つ。しかし、この持ち方では戦闘に十分対応するには個人の経験や技術などが深く関係し特に扱いに不慣れな者は使い難い。
柄を短く持つ
至近距離での突き刺し、斬り裂きなどの戦闘を行いやすいが、柄が長いためナイフのように取り回せないことを考慮しなければならない。槍の中には短く持てない物もあるため、動き回り近付かれないようにすると良い（近付かれても対処法はある）。石突きで殴る奇襲やフェイント（相手側からは柄の長さが分からないため、有効最大攻撃範囲が悟られにくい）が効果的。逆手に持てば前に棍棒、後ろに短剣の形になるが、相手に掴まれやすいため、動き続けて掴まれないようにする必要がある。
下から斬り・突き上げる （下段の構え：朔（さく）る）
相手側からは対処しづらいため突撃にも使われやすく、日本の戦争画や武士・侍を題材に描いた中世の絵画にはそのような構えをしている武士の絵が多く見られる。撥ね上げと同じ要領で槍身を蹴り上げる技もある。砂・泥を跳ね上げて相手の視覚を塞いだり引っ掛けた物を飛ばす方法もある。畳返しという技はこの手法を取り入れた後世の小説による創作である。またこの構え自体が脚を狙ってくる相手の下段斬りに対し防護する型にもなる。
足払い
足に柄を引っ掛けて転ばせたり、足を払ったりして相手の体勢を崩す（あるいは足などを負傷させる）ための技。相手の移動を制限させることができ、成功すればそのまま柄で動きを封じたり窒息により失神させる、あるいは止めを刺すこともできる。
格闘戦・関節技の補助に使う
槍を手足の延長や相手への障害として扱う。肘打ちや蹴り、頭突きなどもできるため色々な技がある。槍を横に倒し腕と槍の間に首、腹、足を入れて相手を動けないようにし、殴る蹴るなどを行う、先端・真ん中を腕、首などの間に突っ込み捻り上げる方法などがあるが、このような使い方をする場合、槍はなるべく簡素で棒状の方が使いやすい。
巻き上げ（巻き技）
剣術の技にもあるが、棒状の武器同士でなければこの技は使い難い。相手の武器を巻きながら押さえ込んで、可能ならば跳ね飛ばし、使えなくする技。また相手の武器を絡め捕ると、相手は攻めに出にくい。
手の中で回す
よく映画などの創作作品で見かけるが（映画などの場合は見栄えを良くするためで見本にはならないが）、敵に近付くことができないように脅す効果と、相手がへたに手が出せないようにする目的がある。また、目の前で回して相手の攻撃を逸らしたり受け流し、弾いて、次の攻撃に備え、または変幻自在な棒術、格闘技または斬る・突くとして反撃を狙う。しかし、場所を広く取るため、狭い場所や集団戦では仲間に当たるなどの危険があり、武器自体が使用者の身長より長いと使い辛いなどの問題がある。
槍を投げる
ほとんどの槍は投擲には適さないが、投擲に適するものなら十分な威力を期待できる。その射程は約15 mから一番長いもので約90 mにもなるが、次の槍を投げるまでに時間が掛かるうえに、弓矢などより射程が短いため使い勝手が悪く、また、持ち運びが困難であるなど、運用上の問題点は多く、そのうえ相手側に再利用されやすいという問題もあった。再利用できないように、刺さると自壊する物を製作したほどである。それでも古代においては重要な戦術だった。代表例としては、ローマ軍団兵の主要装備の一つであったピルムが挙げられる。弓矢などの射撃用武器が発達していくなかで、次第に廃れていった。アトラトルやウーメラなどの投槍器の発明や投槍自体にも様々な改良も施されたが、弓矢や投石などの射出武器ほどの性能は得られず、実用的な運用法も確立できなかった。そのため、槍は近距離・中距離戦重視の武器として発展した。今ではやり投という競技だけが残る。ただし、矢よりも長く重いため、盾に突き刺さった場合には、相手の運動性を低下させる効果が期待できる。撓りやすい素材及び棍術（琉球棒術）の棍や麦粒矢（むぎつぶや）のように中ほどが太く両端が細い麦粒形（ばくりゅうがた）の構造なら空気抵抗を受けた際の振動率も良く、細微に振動して遠くまでよく飛ぶが（遠くに飛ばすためのこのときの振動は垂直方向のままで進行するか、振動が進行方向に対し螺旋を描くように柄を軸としたトルクとなって現れ、振動を保ったうえで矢や弾丸のように回転して進行する）、投擲時に大きく角度をつけ力んで撓らせるように手離れさせると極端な振動と撓りの合力により柄材が耐えられなくなり、飛行中に爆ぜるように材の繊維方向に縦に裂け折れる。アフリカやハワイで投擲研究者が狩猟・戦闘用の槍投げを現地人に行わせたところ、しばしばこの現象が起こった。投擲した槍が振動することについてはやり投競技を行うか間近で観察する機会があれば『ビィーン』という音と共にごく微細に振動しながら飛んでゆく槍を見ることができる。
戦闘以外の用法
戦闘以外では、長い柄を利用した人や物の運搬や移動の補助ないし制限、多数の槍を並べて攻撃する壁を作るといった使い方があるが、中にはそのような使い方には適していない物もある。杖の代わりや負傷時に松葉杖の代わりに使うほか、担架やもっこや神輿の様に人や物を担ぐ方法がある（槍を天秤棒として担ぐ）。2本以上で井桁型に組めば安定しやすいが、2本で運用する場合は間にロープやシート（代わりに盾を利用することもある）等を付けなければ不安定になりやすい。1本で運ぶ方法は対象が人の場合、腹などに当てる、背負うなどの補助で安定させるのが基本となる。対象が物の場合は梃子の原理の応用で、軽い物なら柄にくくり付け肩を支点にして、手を力点として運ぶ（槍を天秤棒として荷う）。対象が重い物なら、柄を対象の間に仕込んでどこか安定した場所に当てて梃子として動かす方法がある。また、堀や小川を棒幅跳びのように飛び越える際、あるいは幅が広く流れのゆるい河底を重い具足を着込みのまま潜って水中歩行する際に石突を河底に引っ掛けて支持棒として用いる。そのほか少し高い場所に取り付けて物干竿や野宿用の雨避け日除けの天幕(テント)の梁のほか柱としても使用できる。さらに、神社の儀式で「威儀槍」を用いることがある。長さ六尺五寸で黒漆塗の品が多く、袋などに神紋などを入れる場合もある。なお、出陣などの時に家紋などを染めた旗を装着する「旗槍」もある。小諸城主の旗槍は、毎日見学可能。

## 槍及び長柄武器の分類
槍の分類としては大きく分けて「長槍」「短槍」「投槍」に分けられるがこれらの分類に明確な違いはなく曖昧なうえ、その他の「長柄武器」との混合で厳格な分類は非常に難しくなっている（なお、この分類も正式なものではない）。
長槍は、集団同士の戦闘で効果を発揮しやすく、長ければ長いほど有利に働くために短槍から完全に分離して独立した武器となるが接近されると対処が非常に難しい武器である。
短槍は、個人戦や室内戦などの閉所で活躍しやすく、また複雑な形状をしている物も短槍が多い、また騎兵槍もここに入る。
投槍は、投射しやすいように造られた物で、短槍の中にも投射できるように造られた物も存在する。

### 狩猟用の槍
- ボア・スピア（en:boar spear） - イノシシの狩猟用に考案されたスピア。後に貴族のスポーツハンティングのため、刃部が似た形状の剣「ボアスピアソード」が考案された。

### 欧州由来の槍及び長柄武器〜古代以降〜（ポールウェポン）
- パズガノン
- アクーメン
- スピア：西洋諸国の殆どの槍の元祖となった竿状武具。
  - ウィングド・スピアー
  - フリウリ・スピアー
  - ボア・スピアー（別名ハンティング・スピアー）：イタリアで誕生した物はフォールディング・スピアーと呼ばれている。
  - ショート・スピアー・ ロング・スピアー
- ジャベリン：投擲用の短槍。
  - ピルム：構造上は銛に近い形状の投げ槍
- ピールム・ムーラーリス[10]：古代ローマの兵士が携帯した陣地の要塞化のための杭であると考えられているもの。
- サリッサ：古代マケドニア王国で採用された前線方陣用の長槍。
- アークリュス[11]：ローマの小さな投槍。
- アザガイ（アセガイ・アセッガイとも）：葉状の穂を持つ投擲狩猟兼用戦闘槍。
- アンゴン
- イスィジューラ：ズールー人の槍。
- ウム・コント
- ズーピーン[12]：イランの槍。
- マルド・ギール
- ソリフェッルム：ローマの鉄の投槍[13]。
- ハスタ
- 三叉槍：穂が三叉になった槍。海神ポセイドンの象徴のトライデントが有名。
  - トリデーンス[14]：剣闘士（網闘士）が他の剣闘士や大型猛獣と対戦させられる際に捕獲用の金属線網と共に使われた。
- ロンパイア：見た目は長巻に類似しているが刃が湾曲した刀身の内側に鎌のように付いた長柄武器。全長2 mのうち刃が1 m前後あり、長柄武器ではあるがどちらかというと長巻と同様刀剣の部類に入る。トラキア人が茂みに潜み人馬の足を刈る、敵将の首級を挙げるなどの目的で使用した。ただし、鬱蒼と茂る森林では樹幹に長柄が引っかかるためあまり有効に活用できないとされている。

### 欧州由来の槍及び長柄武器〜中世以降〜（ポールウェポン）
- パイク：歩兵用の長槍。
  - ボーディング・パイク
  - ハーフ・パイク
  - クゥォーター・パイク
  - アールシュピース
    - オール・パイク
      - ブリーチ・パイク
- ウィングド・スピア：敵兵に深く刺し過ぎて抜けなくなることを防止するために刺し止めの横手を設けたスピア。日本の枝物槍(十字横手)に該当するとみることもできる。
- ランス：騎士用の馬上槍。重装騎兵用の突撃槍。
  - コピア - フサリアが使う使い捨ての馬上槍。
- サイズ：元は草刈用の大鎌である。農民が戦争の際に武器として転用した。戦闘用に改造した物は戦鎌（ウォーサイス）と呼ばれる。
- 戦斧（バトルアックス）
  - ポールアックス：デーン人が用いていた戦斧を起源としており、15世紀初期にイギリスで登場したとされている。
  - ロッホバー・アックス
  - ジャッドバラ・アックス
  - ビル（英語版）：切先が内側に曲がった鉈鎌。農民が用いた鉈を長い柄の先につけたものともいわれている。背に引っ掛けるための鉤や棘を設けたものもある。
  - ギザーム（ギサルム）：鎌斧に鉤や刺すための針状の穂先を取り付けたもの。ビルから発展したという説があるがこちらのほうが歴史が古いという研究とバッティングするので詳細は不明。
    - ロンコーネ（スコーピオン：英）：ハルベルトの一種とする文献も多いが、ビルという武器から発展したとする説が有力。またはギザームから発展したという説もある。長さ 2.2‐2.5 m 重さ 2.5‐3.0 kg
    - ヴージュ（別名クゥトゥ・ド・ブレッシュ）[15]：ギザームの発展型でハルバードの起源。
      - ハルバード（ハルベルト）：槍に、斧や鉤状のピックの性能を併せ持った物。
      - バルディッシュ：東ヨーロッパにおける西ヨーロッパのハルバードに相当する。
- グレイヴ：ローマの刀剣「グラディウス」が語源。原型となったのはメソポタミア文明の頃から武器として使われていた農耕器具である大鎌という説と、北ヨーロッパの民族が使っていたフォールシャンに柄をつけたものとする2つの説がある。また、それとは別に18世紀末に起こったフランス革命で農民や庶民が牛刀や洋出刃などの肉切り包丁を棒の先に付け簡易の薙刀状の武器にしたものもグレイヴと呼ぶ。いずれにしても形状は薙刀に近い長柄武器である。
  - フォシャール（フォチャード：英。鉤爪付グレイヴ）：グレイヴの刃の棟側に鉤爪を取り付けたもの。
  - クーゼ：（13世紀〜16世紀）イタリアなどの宮廷近衛兵に用いられた華美に装飾された儀礼用のグレイブ。
- 三叉槍
  - ルンカ（ランカ）：(14世紀〜)パルチザンの1/3ないし半分ほどの小さな三角形の穂先を付けた長槍。イタリアなどの宮廷近衛兵が用いた。古代ローマ語で「ランス (槍)」という意味。
    - パルチザン（英語版）：（16世紀〜）ルンカから発展した幅広大型の三角形の穂先を付けた長槍。斬る・突く機能に特化した作りをしており、刃の部分にほとんどの重量が集約されているので、特に斬撃において非常に高い性能を持つ。名前はパルチザン（ゲリラ）によく用いられたことから。

  - スペタム - 真ん中に大きな穂と左右両側に穂がある短い両鎌槍。折りたたみ式など様々なバリエーションがある。
  - ブランディストック - 真ん中に大きな穂と左右両側に針状の地小さな穂が飛び出て簡易の三叉槍になる仕込み槍。
  - ショヴスリ：フランス語で『コウモリ』を意味する。三角の穂の両側に翼を広げたような片刃の穂が付く。この両翼の刃は後述のキャンドルスティック同様深刺し防止や攻防、バトル・フックのように引っ掛け倒す・押さえることにも使う。
    - コルセスカ：ショヴスリの両側の刃を前方に長く伸ばし千鳥十文字槍のような形状にしたもの。穂は短い種類と長い種類がある。

  - 多叉穂の長柄武器
    - ピッチフォーク・熊手：もとは農民が飼葉などの干草や落ち葉を集めすくうために用いた農具。一揆や反乱の際に武器として転用した。戦闘用に特化したものはミリタリーフォークと呼ばれる。
- キャンドルスティック：蝋燭立てからヒントを得た槍といわれている。穂の元に円形皿状の鍔を設けてある。この鍔によって乱戦の際に敵に深く刺さりすぎて抜けなくなるということを防ぎ、また敵と刃を交じあわせる時に敵刃を受け止め攻防しやすくしたもの。ゴーデンダッグ（「こんにちわ」、または「よいお日柄」）という別称もあるが棍棒武器でるフレイルにも同じ別称の物がある。
- バトル・フック：戈や薙鎌と同様引っ掛ける為の鉤状の長柄武器。訓練しなくとも民兵が敵兵を捕らえ動きを止められるよう簡便化されていた。欧州における捕具でもある。

### 東アジア由来の槍及び長柄武器 （長器械・長兵器）
- 矛（ほこ）
  - 蛇矛（じゃぼう）
  - 鈹
- 戈
  - 戟
    - 三叉戟
    - 青龍戟
    - 手戟
    - 双戟
    - 戟刀
    - 方天戟
      - 方天画戟（ほうてんがげき）
- 花槍：中国武術において穂先近くに赤い房飾りを付けた槍。これにより相手の目をくらます、返り血で手が濡れて滑らないようにするなど戦闘をより有利にするためという説と、槍術鍛錬中に軌道を見やすくし練習をより正確に行うためという説とがある。
- 三叉槍
  - 牛頭叉
  - 河叉
  - 龍髭叉
- 標槍
- 鉤棒
- 宋朝槍九色
  - 双鉤槍
  - 環子槍
  - 単鉤槍
  - 槌槍
- 攻城槍
  - 短錐槍
  - 短刃槍
  - 拐槍
- 守城槍
  - 拐突槍
  - 拐刃槍
- 抓槍
  - 攻城抓槍
  - 守城抓槍
- 搗馬突槍
- 双頭双槍（そうとうそうそう）
- 槊：手槊、馬槊などがある
- 大刀・次郎刀・斬馬剣
  - 青龍刀：よく勘違いされるが、柄は長く形状は薙刀に近い。
  - 筆刀
  - 風嘴刀
  - 眉尖刀
  - 掉刀
  - 掩月刀
- 三眼槍：三つの筒が火炎放射器の役割を持っている。
- 狼筅：明軍の急造品で、枝葉を残したままの竹を槍にして柄を切られづらくした物。
- 明六槍
  - 龍刀槍
  - 鉄鉤槍
- 清槍
  - 護軍驍騎長槍
  - 緑営釘槍
  - 緑営蛇鎌槍
- 驩耳刀
- 双頭槍（中国語版） - 柄の両端に刃が付いた武器。京劇やアニメなどでも見られる。

### 東アジアで武器以外としての用途に用いられた槍
- 儀礼用
  - 毛槍 - 大名行列の先頭を飾った穂先が綿毛のようになっている物。鞘の装飾ではなく飾りだけが付いている。
  - 旗竿 - 古代中国から中世の中国および日本の戦国時代の戦場で用いられた。軍団の目印として戦場においては幟としての使用の他、部隊の場所の把握、兵士に部隊が近いという安心感をもたせる効果がある。
- 狩猟用途の槍
  - 熊槍 - クマ狩りに使用する150 cm程度の槍。槍だけでクマを倒すことは難しいため穂先にトリカブトの毒を塗ることもある。
    - オプクワ - アイヌがアマッポ（罠）を見回る際に持つ槍。クマ避けの犬を連れて行けないため護身用として携行した。
    - タテ- マタギが用いる槍。穂先のみを携行し、柄は狩りの直前に現地の木で作って穂先を糸で括り付ける[16]袋槍の一種である。
    - フクロナガサ - マタギが用いる袋槍の一種である。穂先はナガサとなっており、通常は取り外して使う。柄を袋穂状にして現地で削った棒などに長柄をとして装着できるようにした。装着しない場合はナガサとして使用できる。

  - 猪槍（ししやり・いのやり・いのししやり）：猪突槍（いのつきやり・ししづきやり）とも呼ばれる身も柄も太く(3‐5 cm以上)短い(130‐180 cm)丈夫な槍である。直接罠で捕えた獲物を突くこともあるがどちらかというと罠の落とし穴(狼穽)や藪に隠し数本並べ埋めて乱杭・逆茂木として利用された。
  - 止め刺し（とめさし・とめざし・とどめさし）：現代も使われる狩猟用槍である。罠で捕らえた猪や鹿などの獲物の急所にとどめを刺す。現代の物はスタンガンのように電気ショックによってとどめを刺したり気絶させるものもある。

### 日本の槍及び長柄武器・捕具
- 菊池槍：短刀に長柄を付けた物。片刃槍。

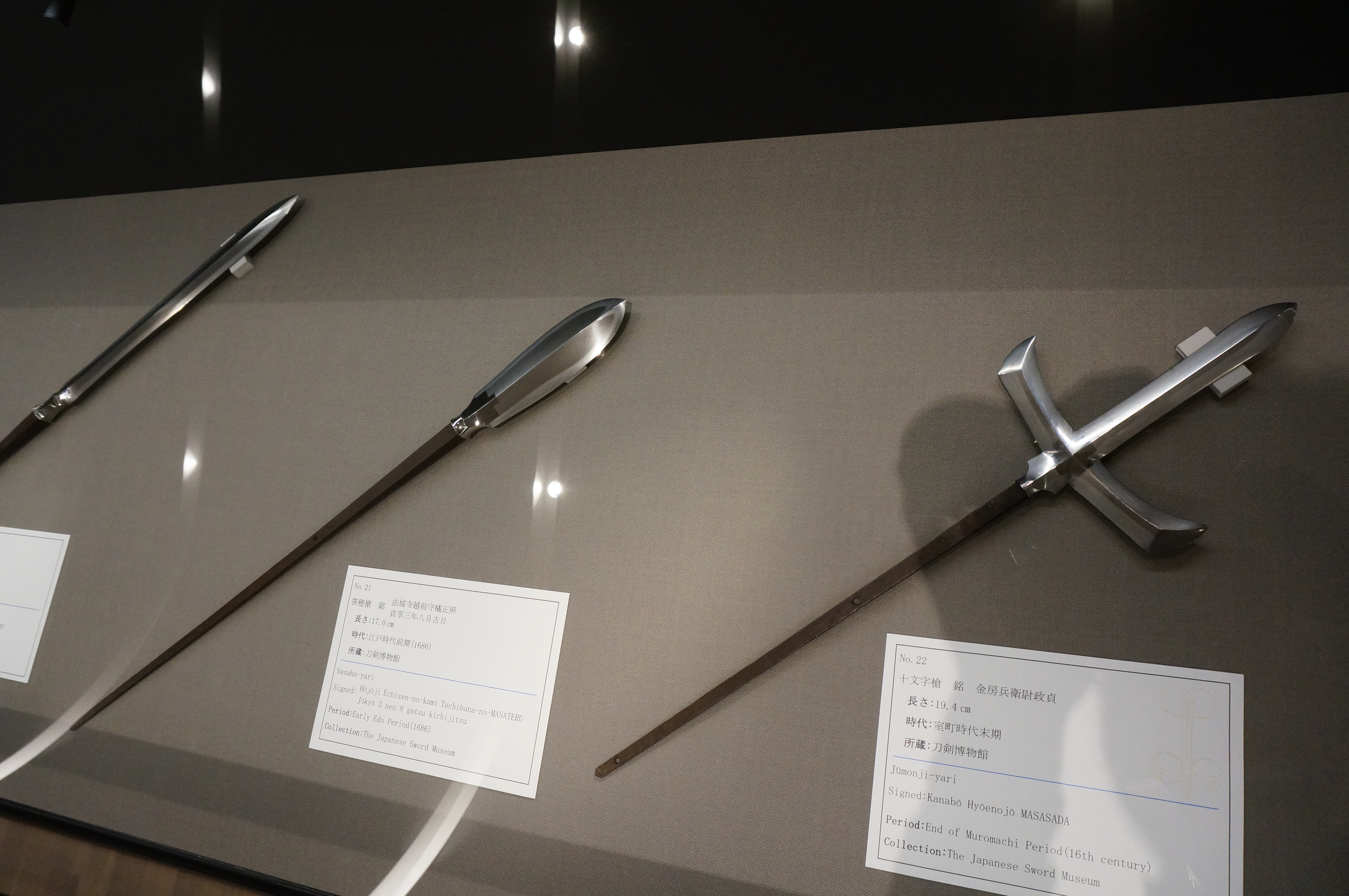
左から、槍（越前兼則、17世紀の江戸時代）、笹穂槍（橘正照、江戸時代の1686年）、十文字槍（金房兵衛尉政貞、16世紀末の室町時代末）いずれも刀剣博物館蔵

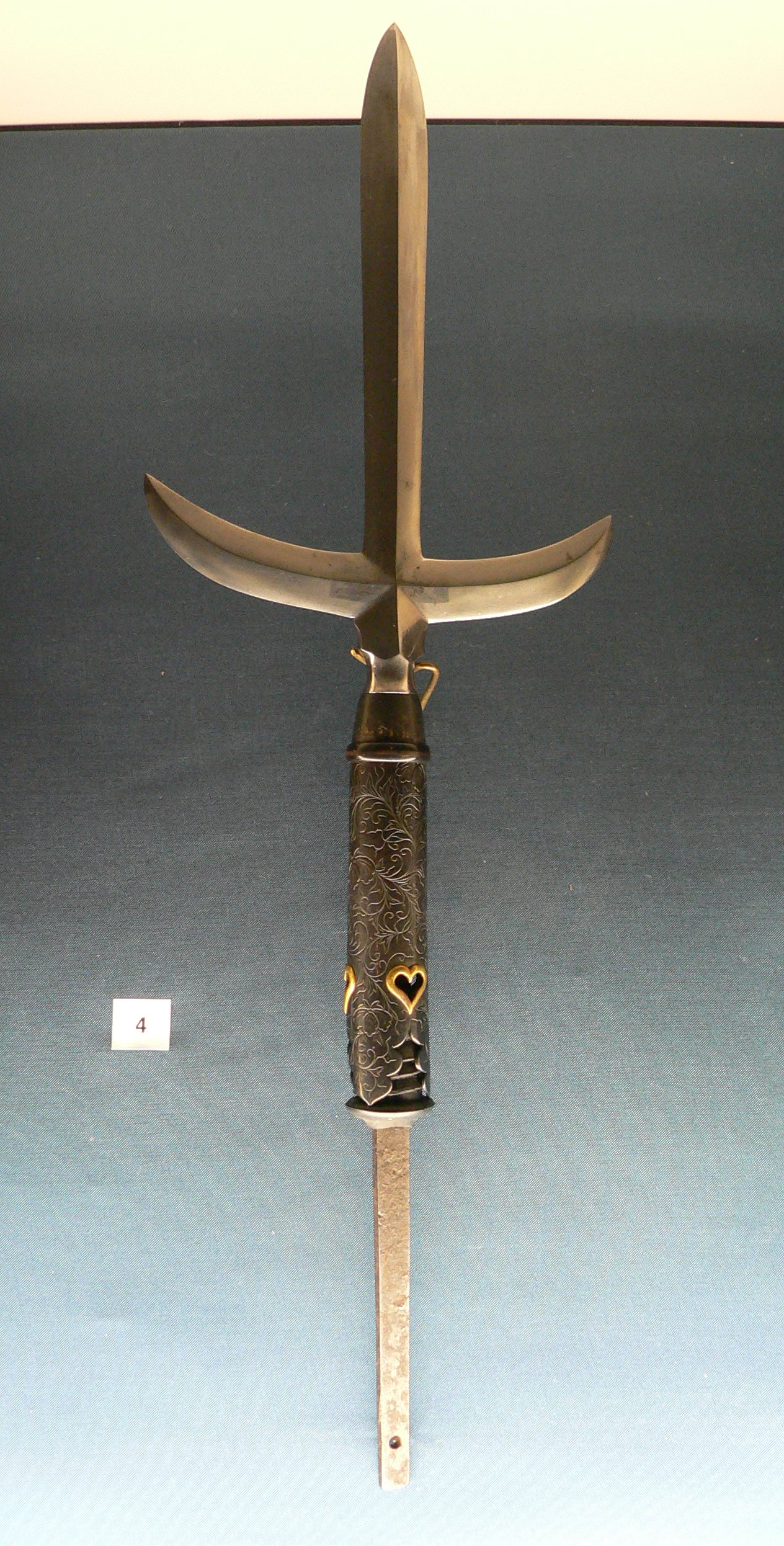
千鳥十文字槍

- 素槍・直槍：一般的な槍。量産用の槍。16‐30 cm程度の穂を持つ。16 cm〜（室町時代後期）21 cm（江戸時代中期）前後が普通。柄の長さは警備用・室内など狭隘空間用は1.8‐2 m、馬乗用2‐3 m、歩兵用4‐8 m前後。これは製作時期によって背景が変遷するので規格が大きく変動する。
  -     - 銀杏穂槍
    - 笹穂槍

  - 短槍：用心槍、枕槍（6尺以下4尺）や斤侯用の細い短めの物見槍（番所槍とも）や忍槍、また駕槍、接柄式の継槍などが考案された。
    - 手槍：短槍で主に室内戦などで使われた。
    - 手突矢：弓や通常の槍が使えないほど近接戦になったときに弓兵が矢を短槍として用いた。また、その用途専用に柄を折れにくく太く作ったものもあり、その場合は矢羽はそなえてないことが多い。この場合は手突槍とも見て取れる。
      - 手投矢：打矢（うちや）とも呼ばれ弓が破損するなどして使えなくなった場合に手裏剣のように投擲して用いた手突矢。60‐100 cm程度の普通の矢を投擲する場合もある。手突矢同様刺突に用いるほか、投擲しやすいように15‐30 cmと短くしたものもあり、それは西欧のダーツにあたる。手槍としてみるともっとも短い部類に入る。
      - 手突槍：穂長6‐18 cm、柄長：60‐100 cm前後。手突矢の発展型。派生の物に矢に近い形状の打根（打ち根とも）がある。
      - 打根

  - 大身槍（おおみやり）：平三角及び剣刃状の30‐60 cm前後の大型の穂を持つ。柄は扱いやすいよう刃の長さと反比例して太く短くなる。時には穂が120 cmを超えるものもある。刃長60 cm超え級のものは大抵柄長180 cm、太さ⌀4 cmほど。全体の重心のバランスを取るためと剛健に作るために茎がほぼ石突まで達し時に石突と一体化して作られる。柄は堅牢さを重視するため打柄よりも赤樫製のものが多い。また、穂先が長いため、斬撃にも大きな威力を発揮した。ただ、前述の構造上、槍自体の重量は非常に重く、筋力と膂力に余程優れ、かつ槍の使い手で無ければ満足に扱えなかった。天下三名槍と呼ばれる御手杵、日本号、蜻蛉切は最も有名な大身槍である（但し、御手杵はオリジナルが現存せずレプリカ。詳細はリンク先を参照）。
  - 管槍（くだやり）：手管（てくだ）と呼ばれる真鍮製の移動可変型の把管が柄の前方に付く。これによりしごかなくても手の内がスライドし、素早く槍を連続して繰り出せる。次第に手管は掌一つ分の単なる管から鍔を付け手の内が滑っても掴みやすいよう把握部を掌一つ半から二つと長くしたものに改良されていった。江戸時代中期草創期には未使用時に手管が鉤状の留め金で固定されていてワンプッシュでバネにより外れ、横に開いた留め具が簡易の護拳鉤になるものが発明された。また、管槍は槍術秀でたものにお貸しされた。練習者には金具補強なしの長さ：30‐50 cm、幅：元2 cm、先3 cmほどの平たい先太の尖った比礼のような形状の革紐「剣革（けんかく）」を1本、熟練者は先端が真鍮金具で補強されたものを2本、さらに手練の者には3本支給された。これを取り付けた手管を動かすと革紐の先が円を描くように回転し、飛来する礫や威力の弱まった遠矢を払うための盾（「剣革盾（けんかくだて）」）として機能すると構想されたようだが実戦で使われた記録は残っていない。このことから元来無駄なくスムーズに管槍を繰り出せるよう練習させるために剣革が支給されたのではないかという見解もある。手練が自由自在に管槍を扱うことから手練手管の語源となったとされる説もあるが詳細は不明。なおこの槍は日本以外には類似する物が無い日本独自の武器である。用法としては現存する流派 貫流を参照。
  - 方形槍（別称：ノミ形槍・シバキ槍（忍術）・忍槍の一種）：30 cmほどの太く平たいノミの形のような穂を持ち掘り棒（芋掘り鍬：細身の鋤）もしくは長柄のスクレーパーの刃を分厚くした物に似ている。柄は短く60‐180 cm。突く、重い穂で鈍器として叩く、棒術としてひっかけて使うなど武器以外の用途にも土を掘ることにも適している。柄まで総鍛鉄造りの頑丈で尾部も四角錘に尖っているものは大きな平型鏨に錐型鏨を繋げたような形状であり、土壁の破砕や削岩など硬いものの切削・破砕もできる。初見良昭著書：武道選書 - 槍術に記載されている古老の伝聞によると槍鉋から派生したのではないかという意見である。
- 枝物槍（別称：枝物・枝槍・枝付き槍）：鍛造時に「割り込み」を入れ、刃から割り出してまさに植物の枝のように分岐させて成形した枝を付けたものと、後から素槍の中芯の塩首（けらくび）や柄に、枝の付いた輪を差し込むように通して嵌めたタイプがある。大抵の刃のある鎌槍の場合は前者で刃の必要のない鍵槍の場合はほぼ後者だが例外もある。
  - 鍵槍・鉤槍：十手のように鉤状の金具が穂あるいは太刀打などからせり出していて敵刃を受け止めたり絡めとったりするために用いる。佐分利流がこの槍を使うことで有名。鉤輪を柄や塩首に嵌めるだけのタイプが鎌槍のように割り込みで鍛造する手間がなく安価に量産ができるので時代を経るごとに鎌槍や本割込鉤槍に取って代わった。狼筅のように竹や木の枝をそのまま枝物の鉤として用いた例もわずかながらある。
    - 十文字鍵槍：左右共に鉤が付いている槍。普通は突進方向に向かった上向きに付けられる。
    - 卍鍵槍：左右の鉤が上向きと下向きに付いて左右非対称になっている鍵槍。喰み違い鉤槍とも。

  - 鎌槍：鎌状の突起が槍穂に付いていて引っ掛ける、切る、敵刃を受け止めるといった用途がある。
    - 片鎌槍：片方に鎌が付いている槍。
      - 片鎌槍鉤槍：バランスをとるためにも鎌の反対側に鉤が付いているもの。武術書によっては単に片鎌槍とも呼ばれることがある。

    - 両鎌槍（もろかまやり）：両枝が鎌になっている槍。両方上向き・下向き、左右上下喰み違いになった上下鎌槍（卍鎌槍）などがある。
      - 十文字槍：鎌槍よりも細長く優美な刀のように湾曲した刃の枝を持つものと真っ直ぐに伸びた剣状の十文字のものがある。前者は鎌槍同様上向き、下向き、喰み違い十文字などがあり、特に宝蔵院流槍術が上向きの物を使うことで有名。後者は剣十文字の別称でも呼ばれ、一見すると十字架のような形状になる。
        - 千鳥十文字槍：短く比較的やや太い上向きに湾曲した十文字槍。千鳥が飛び立つように羽を広げて見えることからこう呼ばれる。宝蔵院流槍術でもこの形式を使った槍が上述の十文字槍と共に多く見られた。
        - 沢瀉槍：丸い葉のような刃を前一方、後二方もち、ずんぐりとした鏃のような形をしている。

      - 蝙蝠槍（別称：鱶鰭槍-ふかひれやり）：中心の素槍の両横にハルバードのような斧のような刃が付いている。ただし、その斧状の刃部は一見透かし彫り装飾のような細かい鉤が無数に設けられている。敵刃というより衣服を絡め取るためと考えられるが用途を記したものが現存しないので不明。

    - 月槍（三日月槍・月型槍・月剣）：三日月状の刺叉に近い形状、内側に刃が付いている。外側にも刃が付いているものは月剣。鎌枝が余分に付いている物もある。中国武術の月剣（月牙鏟・月牙）の影響を受けていると思われる。
- 仕込槍：元来槍に見えない杖や棒状の物、及び万が一穂先が斬り飛ばされた場合に備えて長物の柄の途中に仕込み敵の意表を衝くために用いた仕込み武器、隠し武器。
  - 幔幕槍（まんまくやり）・陣中槍：陣を敷く際の幔幕を支える陣杭に仕込み槍を組んだもの。陣付近まで敵勢に攻め入られ、槍が足りないというときに引き抜き穂鞘になっている杭頭を外せば素槍の穂が現れ、幔幕の紐をかけ結ぶ鉤もついているため簡易の鉤槍となる。また、杭自体の土中に刺す鋭利な部位が石突に相当するため、穂が二つ付いているような攻撃の効果をもつ。戦国末期に三河周辺で考案されたとされるが詳細は不明。杭自体は木製よりも鍛鉄製のものが多い。杭頭は立方体の角を切り落とした形の切子頭のものが多く柄となる杭柱の断面は六角および八角、後にねじ式蓋で穂鞘を外すものも出てきた。全長は2‐5 m程度。元は陣杭として作られたため丈夫であるが重く比較的短い部類なのであまり野戦向きではない。長いものは軽量化のためか柄部が木製で作られていることが多い。
  - 脇差仕込みの槍：脇差の中芯（茎）を槍穂にし、柄を取ると短槍になるように改造した隠し武器。殿中でも護身に差すことを許された脇差を敵対勢力に万が一抜き奪われそうになったときに簡単に柄が抜けるので相手の不意を衝き、攻勢に転じるために考案された。古武器商・古美術商では江戸中期の作と伝えられている。槍という観点で見ると最も短槍の部類に入る。また、勤皇派の志士の間で、南朝方の武士が菊池槍を使って武功を上げたという話にあやかって、菊池槍を脇差しに直して携帯することが流行した。
- 袋槍（ふくろやり）：袋穂（ソケット）状の穂先を被せた槍。構造的には矛である。江戸時代ごろには穂口に合うよう加工した柄に差し込み目釘を打つだけなので穂先を革袋などに入れ携行できるようにしたものもあった。かぶせ槍とも呼ばれる。
  - 弭槍（はずやり）：弓の弦を掛ける弭先に袋穂状のかぶせ槍穂をつけたもの。弓兵が矢尽きたり矢を番えるのが間に合わないほど近接戦になったときに手突矢・脇差・隠匿しておいた手裏剣など手持ちの補助武器と共に用いた。
- 竹槍：竹を鋭利に切りあるいは槍の穂状に切り落とし先を火であぶったり、油で揚げるなど熱で硬化加工し即席の槍としたもの。耐久性は低いが材料の手に入りやすさと加工の安易さから一揆や落ち武者狩りに農民らが使用した。また、資料によっては竹竿に短刀や袋槍などを取り付け簡易の槍としたものも竹槍と呼ぶ。

#### 槍以外の長柄武器
- 矛

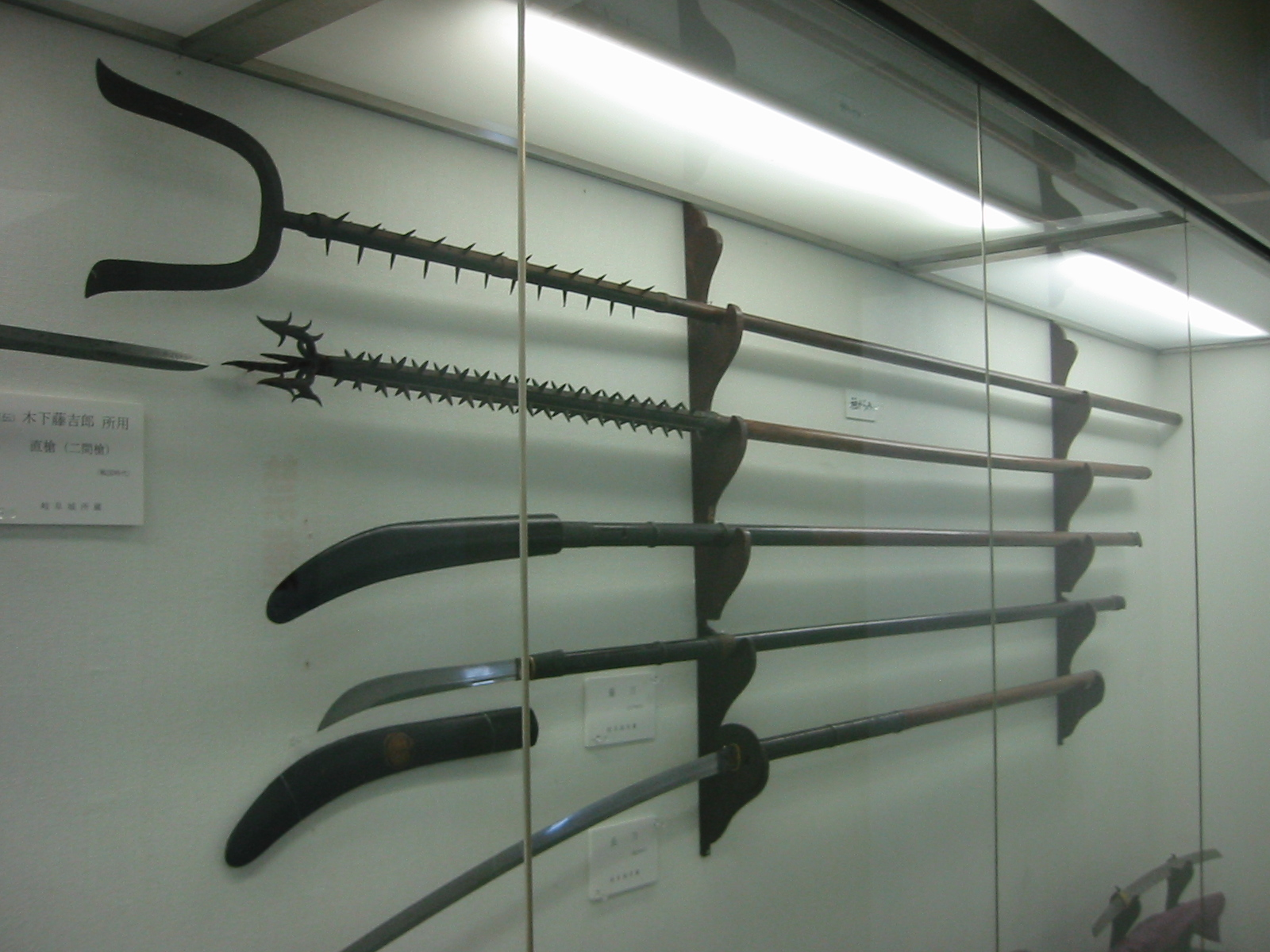
上から 刺又、袖搦、薙刀、長巻

  - 手鉾：手矛とも。穂というよりもエジプトの斧刀（ケペシュ）にも似たS状に湾曲した刀身が銃剣（バヨネット）のように柄の軸からせり出しているタイプの物（筑紫薙刀に似る形状）と、あまり湾曲していない菊池槍を長くしたような形状で片刃・諸刃のタイプものがある。前者は穂長16‐40 cm、柄長40‐130 cmほどの携行しやすい小ぶりな長柄武器（正倉院所蔵記録）。後者は野外戦用に作られ穂長30‐50 cm、柄長150‐180 cmで「金蛭巻き」と呼ばれる柄に銀、銅、鉄製帯金を巻き付け補強した蛭巻手鉾が時々存在する（石上神宮・長滝白山神社所蔵記録）。共に武器だけではなく警備用防犯装備・捕具としても用いられた（→薙刀の歴史の項、及び長滝白山神社文化財[17]も参照）。
- 薙刀・長刀（なぎなた）：薙鉈とも記される。静型、巴型などのタイプもある。手鉾の消滅する平安中期から同じく斬る・突くという目的の長柄武器として現れるので手鉾から発展したのではないかという見解もあるが不明。時々手鉾同様金蛭巻きに補強されたものが平安時代・鎌倉時代の作に散見される。
  - 大薙刀・ 小薙刀
  - 蛭巻薙刀：柄を金蛭巻きによって補強したもの。
  - 両刃薙刀：鵜の首造または冠落とし造によって鋒両刃造に作られたもの。稀に両刃造のものもある。
  - 小反刃薙刀
  - 袋薙刀：矛と同じく袋穂で挿し込むもの。
    - 筑紫薙刀（鉈薙刀）：室町時代初期ごろに登場した時代背景や櫃（ひつ）によって柄に固定された刃がせり出した形状から、他の薙刀よりも最も後になって手鉾（前者）の系譜を伝えている薙刀によく似た武器という見解と、中国の月牙など枝が戟から影響を受けた武器という見解がある。刃は浅い袋穂状の櫃と輪状の櫃によって柄に固定されている。大きさや刃と柄の比率は違うが形状がバルディッシュに酷似する。
    - 無爪鉈薙刀：筑紫薙刀と形状はほぼ同じだが袋穂状の櫃がなく1つか2つの輪状の櫃で柄に固定されているもの。

  - 片鎌薙刀
  - 鍵付薙刀：鍵槍と似ているが刀身は薙刀の形状をしている、戸田派武甲流が伝承している。
  - 小太刀薙刀：小薙刀とほとんど同一だが菊池槍の由来同様多くが急ごしらえに小太刀の柄を長く作り直したもの。形状の分類としては手矛（後者）や長巻にやや近い。
- 長巻：大太刀を改良していく過程で誕生した物で分類としては太刀に入るが、薙刀と区別がつかないような形状のものもある。大太刀にツヴァイヘンダーのリカッソ同様刃の中ごろまで柄巻をした中巻野太刀の発展型。
- 長柄鎌：農業用の鎌に長柄を取り付けた物。
  - 双鎌（そうれん）：鎌が左右対称に柄の先に付いたもの。両鎌槍の槍穂部を抜いたような形状の長柄武器とも見て取れる。
  - 薙鎌（ないかま・ないがま）：元は水軍が船底に引っかかった藻などを外し切るために用いた長柄の鎌。後に金具で補強されやや刃も長く太くなり実戦にも用いられた。刃長：30‐47 cm、柄長：1.8‐4.8 mほど。
- 斧・鉞：元来は材木の伐り出しに用いられたが長柄武器としての転用も少ないながらあった。鉞の場合猪の目（いのめ）とよばれるハートを逆さにした形の透かし彫りを施し、補強のために柄を金属で蛭巻きにしたものもしばしばあった。
- 掛矢：元来は建築用具であるが長柄武器として転用されることもあった。

#### 捕具
- 三つ道具
  - 袖搦（そでがらみ）
  - 刺又（さすまた）
  - 突棒（つくぼう）
- 熊手

### その他の地域由来の槍及び長柄武器
- ファラーリカ - イベリア人の投げ槍。意味は「火矢」であり、実際に穂先に着火して投擲した。
- テポストーピーリー - 古代中央アメリカで使用された石槍。
- イークルワ - ングニ棒術などアフリカの武術で使われる投槍。
- ウムコーント  - アフリカの武術で使われる接近戦用の短槍。シャカ・ズールーが盾と組み合わせて組織的に導入した。

### 現代の競技用の槍
- やり投用の槍

## 日本における槍、日本の流派、有名な槍

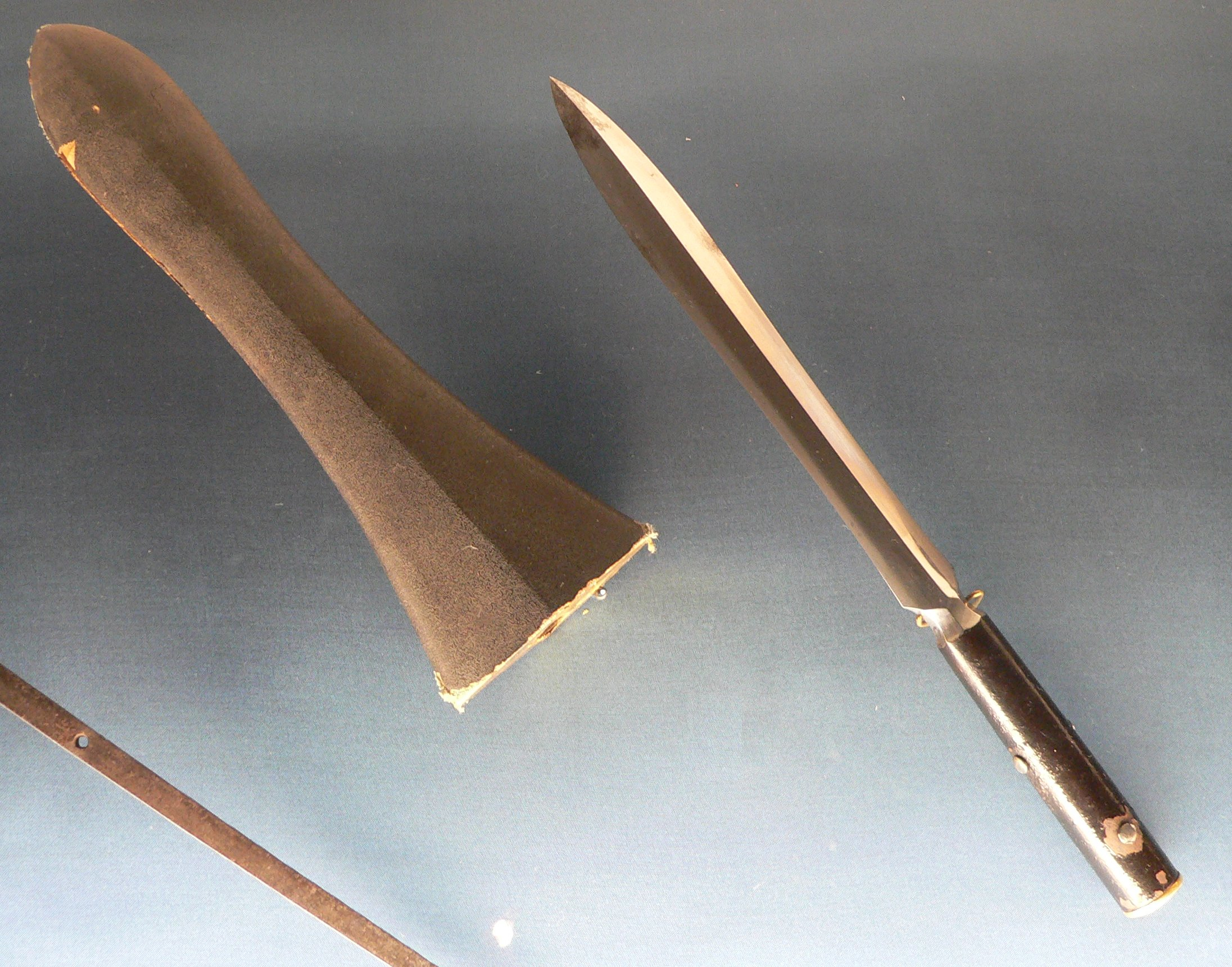
和槍

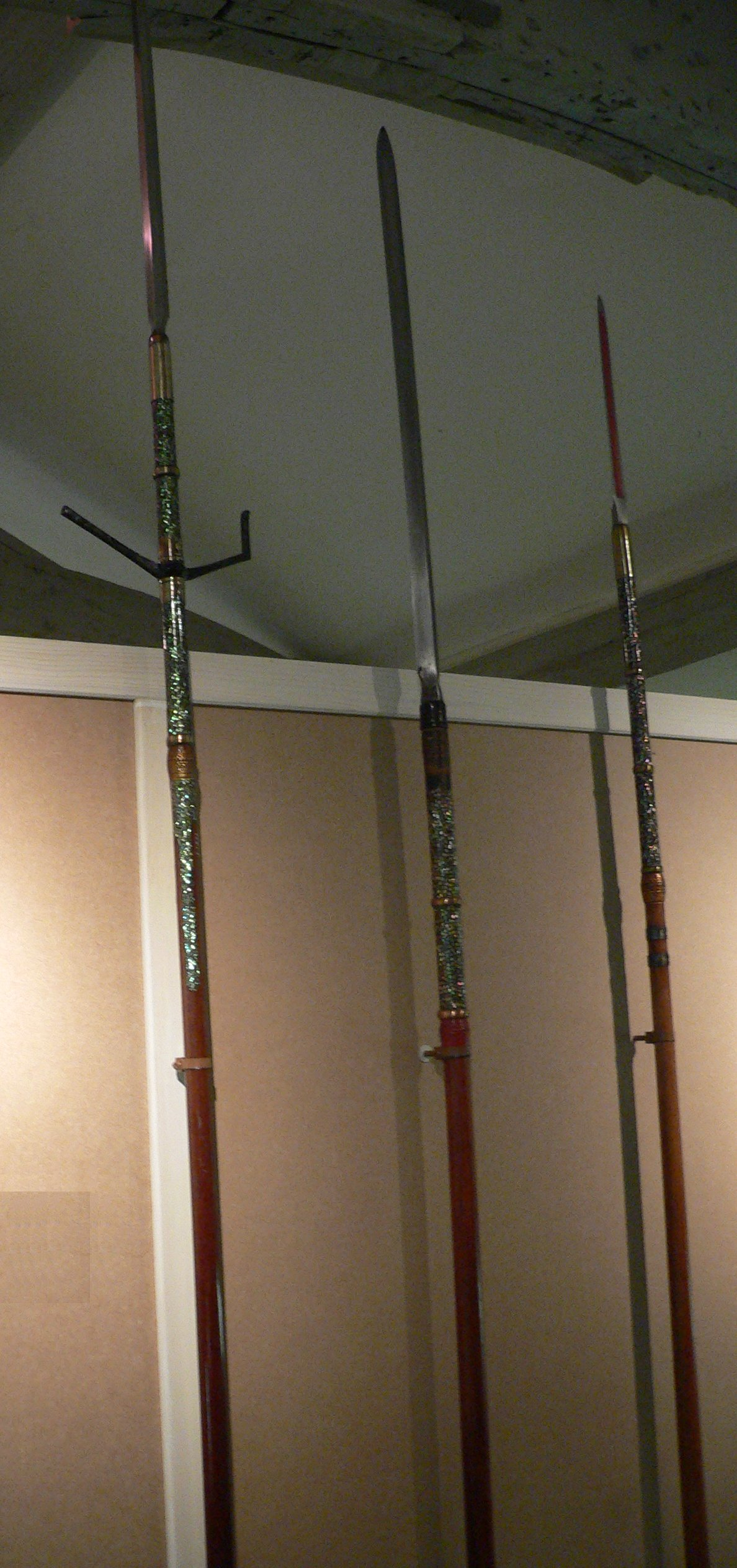
各種の槍 左から順に、鉤槍、大身槍、素槍

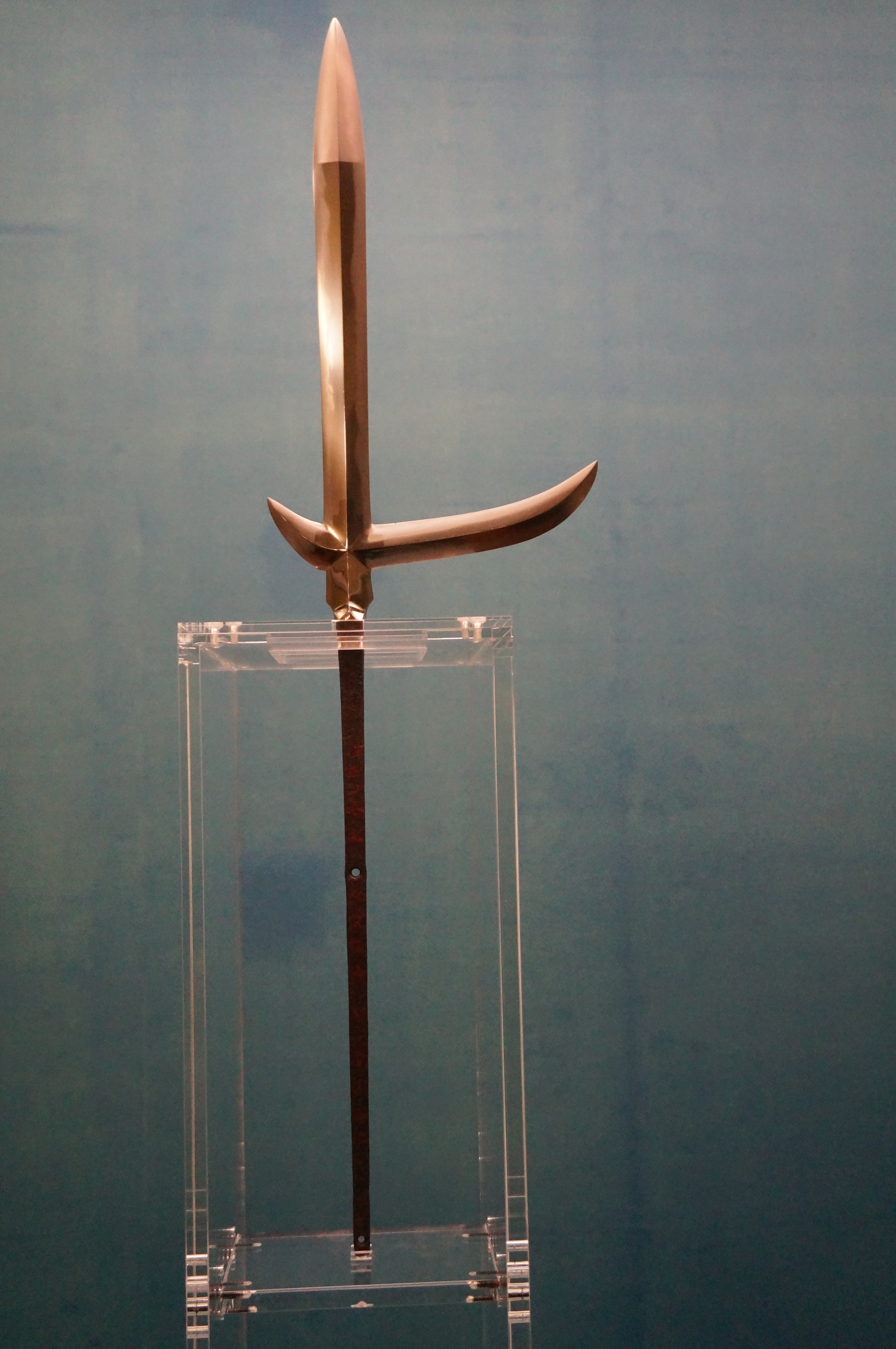
加藤清正が虎退治で用いたと伝わる片鎌槍、室町時代、16世紀、東京国立博物館蔵

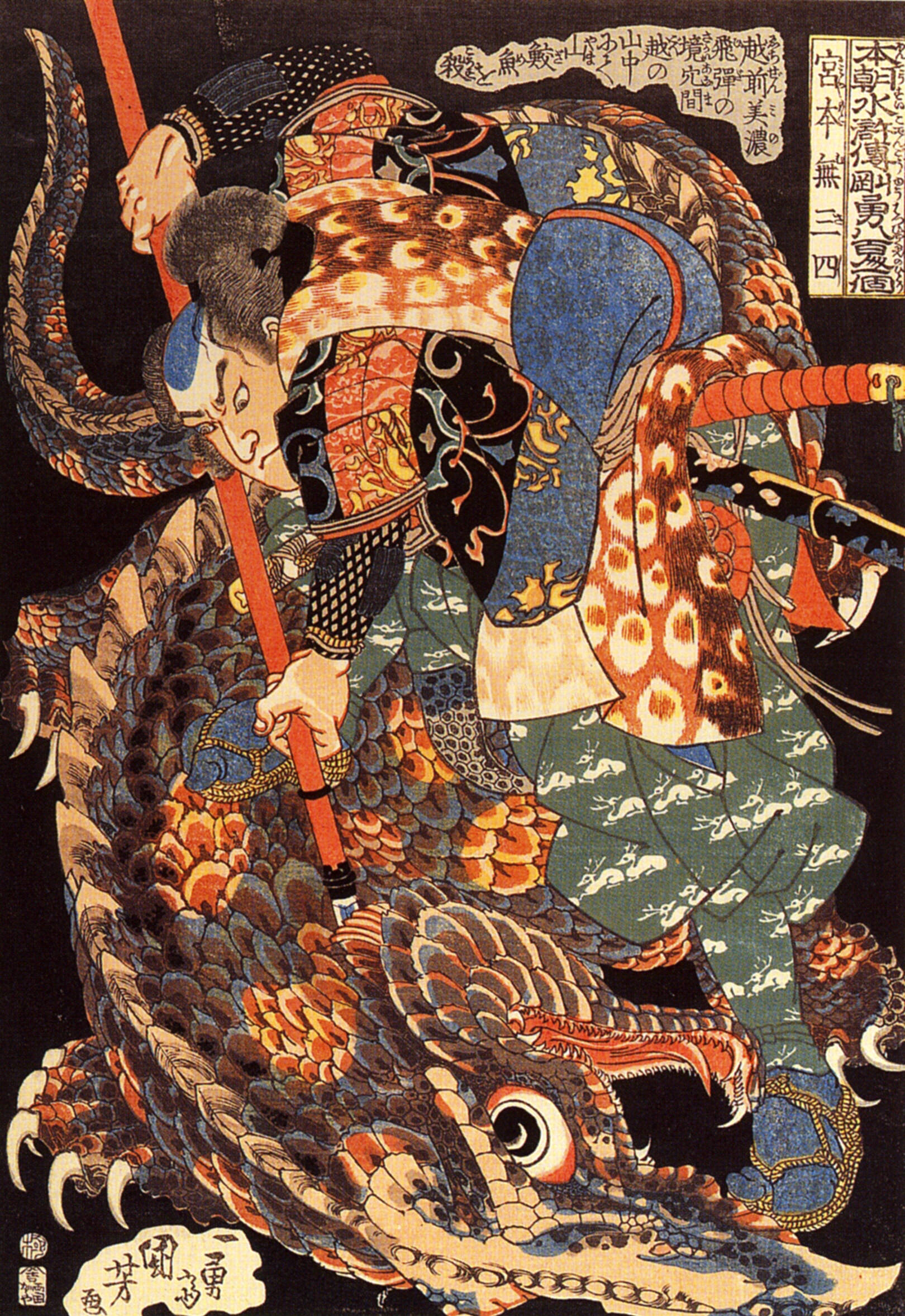
本朝水滸傳剛勇八百人ノ一個 宮本無三四（一勇斎国芳画）
宮本武蔵が槍で鵺と戦う様が描かれている。

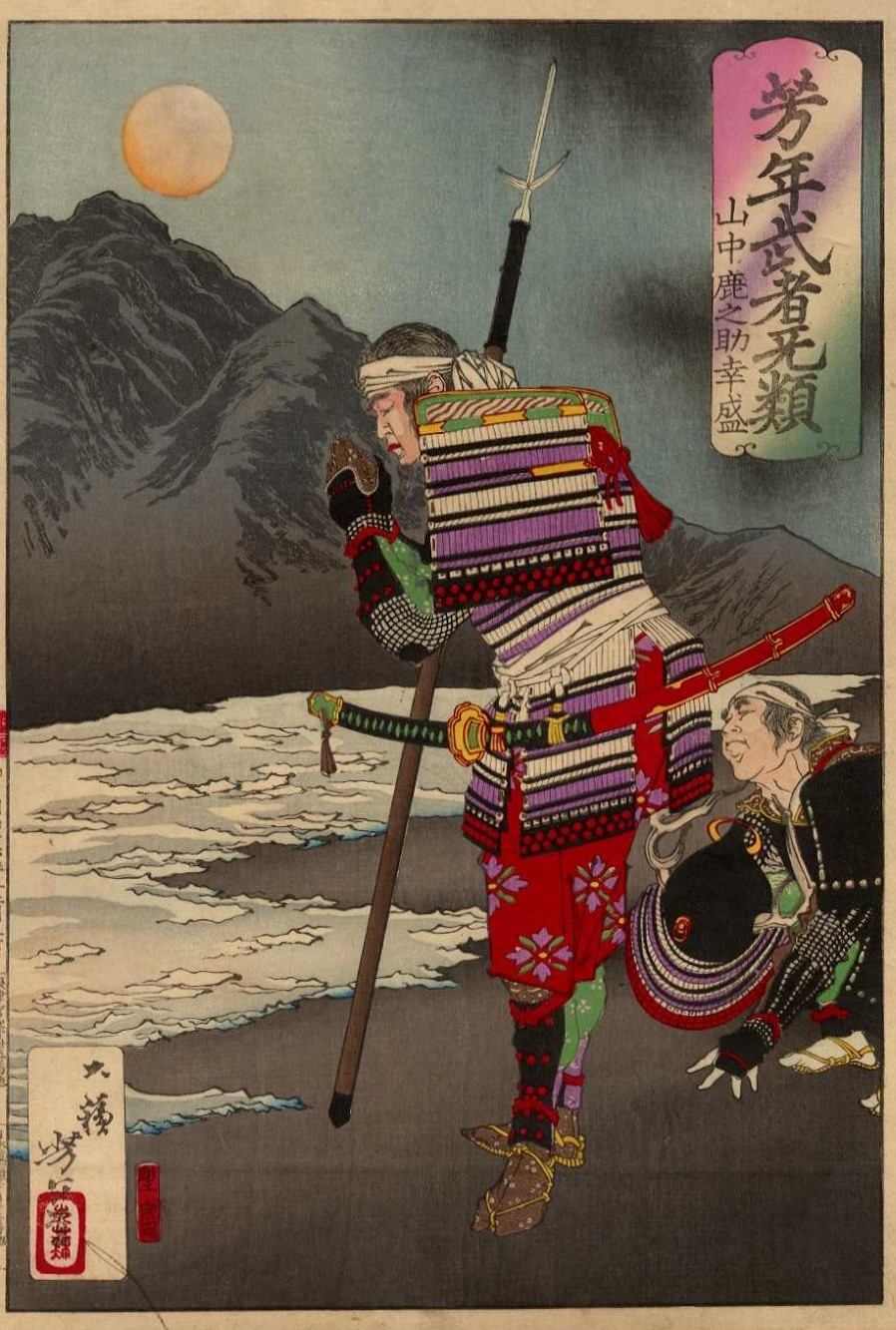
芳年武者无類 山中鹿之助幸盛（月岡芳年画）
槍を携える山中幸盛。

日本における槍の一般的な構造は、木製あるいは複合材の「打柄」の長い柄の先端に、先を尖らせて刃をつけた金属製の穂（ほ）を挿し込んだもの。穂や柄の形によって、素槍（すやり）、管槍（くだやり）、片鎌槍（かたかまやり）、鎌槍（かまやり）、十文字槍（じゅうもんじやり）、鉤槍（かぎやり）など様々な種類がある。特に刃長の長いものは「大身槍」と呼ばれ、概ね刀身が1尺（30 cm）を超えるものを「大身槍」として分類している。
なお日本で（現代日本語の意味で）「槍」という言葉が使われた例は、絵画では『紙本著色拾遺古徳伝』（1323年 〈元亨3年〉）まで辿ることができる。
日本国内の歴史
日本では弥生時代より矛の使用が見られるが、槍の使用例はそれほど多くはない。その数少ない例として、宴会で酔った大海人皇子が槍を床に刺したという伝承がある。
弥生時代前・中期は弓と盾と鉄矛を主力とした時代である。弥生時代後期は弓と盾と鉄大刀を主力とする時代である。盾を持った散兵戦の場合、手矛より刀の方が有利なのは論を要さないためである。鉄大刀は中国より輸入した日本刀の前身である。
そして、古墳時代前期は両手で槍を使用し、密集隊形を組んだ。歩兵の装甲が強化されたため、両手での長柄兵器の使用が可能になった。中期には、槍から柄をやや短くした矛に主力武器が変わった。乱戦になった場合に振り回して斬るという便利さを考えてのことである。
古墳時代後期は、強化された装甲と再び盾と大刀が主力となった。
剣に長柄をつけた刺・斬両用の兵器を矛、穂先が細鋭で刺突専門のものを槍という説がある。
その後は矛は廃れ、平安時代末期からは薙刀のほうが普及する。しかし、戦国時代後半には薙刀よりも集団戦向きであるとして、槍が普及することとなる。
さまざまな俗説
矛と槍の違いについては諸説ある（詳細は矛の項目を参照のこと）が、前述の大海人皇子が使ったとされる槍も、矛が使われた時代であることから、詳細は不明だが矛とは構造的に異なるものであったと思われる。しかしながら、矛が廃れた後で登場した槍については、同じものを古代は矛、中世以降は槍と称したと解釈して問題ないように思われる。例えば「柄との接合部がソケット状になっているのが矛。茎（なかご）を差し込んで固定する方式が槍」という説があるが、実際には接合部がソケット状になっている袋槍が存在する。新井白石も槍について「"やり"というのは古の"ほこ"の制度で作り出されたものだろう。元弘・建武年間から世に広まったらしい」と著書で述べている。そして文中の記述において、"やり"には"也利"、″ほこ"には″槍"の字を充てている。
俗説では箱根・竹ノ下の戦いにおいて菊池武重が竹の先に短刀を縛り付けた兵器を発案したとされる（菊池槍）。菊池千本槍は、熊本県の菊池神社で見ることができる。後に進化し、長柄の穂と反対側の端には石突きが付けられるようになった。
また、別の俗説として、藤原行定『雑々拾遺』（元和3年（1617年））6巻10丁によれば、南朝の武将和田賢秀（楠木正季の子で、楠木正成の甥）が暦応年間（1338‐1341年）に、短兵（短い武器）に対して有効な武器として、手鉾（てぼこ）を改良して発明し、のちに南朝総大将楠木正儀（正成の三男）が正平10年 / 文和4年（1355年）の京都奪回戦（神南の戦い）の時に使用しておびただしい戦果をあげたため、他の武家も真似をして広まったという。
しかし、この菊池槍が槍の始祖であるという説はデマの一種である。和田賢秀が始祖というのも後世の牽強附会に過ぎない。
実際の使用の歴史
実際には鎌倉時代中期以降には実戦で用いられていたとみられる。茨城県那珂市の常福寺蔵の国の重要文化財『紙本著色拾遺古徳伝』（奥書は元亨3年（1323年）11月12日）には片刃の刃物を柄に装着した槍を持つ雑兵が描かれている。
「槍」という漢字は日本でも古くから使用されたが、本来「槍」という漢字は「ほこ」と読まれた。「やり」という言葉の史料上の初見は、大光寺合戦に関する『南部文書』所載の元弘4年（1334年）1月10日に書かれた手負注文（負傷者リスト）である。この戦いは、建武政権の北畠顕家側についた曾我光高と、北条氏残党の安達高景側についた曾我道性の間で行われた。そして、「一人、矢木弥二郎以矢利被胸突、半死半生了、正月八日、」と、曾我光高の部下が「矢利」で胸を突かれて半死半生にあるというのが、現在知られている最も古い例である。なお、前記の楠木正儀は、正平7年/文和元年（1352年）に北畠顕家の弟の伊勢国司北畠顕能と共同して戦っているため（八幡の戦い）、顕家→顕能→正儀という経路で槍を有効に使う戦術が伝搬したと考えればそれほど不自然な話ではない。
南北朝時代までの槍は貧乏人の薙刀がわりとして使われ、それほど有効な武器ではなかった。14世紀以前は兵が密集隊形をとらず戦っていたためでもある。
その後、戦国時代後半には薙刀より盛んに用いられた。戦国時代の戦闘用の槍には大名以下の打物騎兵と徒士組が使う長さ272.7 cm以下の入念な作りの「持槍」と、454.5 cmから636.3 cmの「数槍」と呼ばれる足軽用に量産されたものとが存在した、織田信長は8.2 mもの長さの槍を戦場で歩兵に使わせていたという説もある。16世紀には、武将は戦でより効果的に槍を使えるようになった。16世紀中ごろには槍組足軽はおよそ5mの槍を使ったが、短い槍も用いられた。持槍と長柄槍は共に足軽槍でもあるが、持槍は訓練を積んだ槍足軽が使い、長柄槍は多くが農民上がりの本当の雑兵が使った。戦場においては、その長大さにより、刺突よりも集団を形成して敵の頭上より振り下ろして打撃を与え、倒れたところに脇差などでとどめを刺す、という戦法に用いられることも多かったとされる。また、合戦時に一番乗りで敵と槍を交えることを一番槍といった。
刀で鎧を貫くのは非常に困難だが、槍で突かれると貫通する場合がある。大身槍なら鎧を貫き、馬の足を薙ぎ払うこともできる。
また、この頃になると多くの素槍には蕪巻（かぶらまき）、血留玉（ちどめだま・ちだめだま・ちどめのたま）と呼ばれる2‐3 mmほどの太さの麻紐を太刀打や物打の下あたりにぐるぐると巻いて拳大の球状にし、ニカワで固めた鍔のようなものを設けた。これは、相手を仕留めた際の返り血で濡れて滑り、手だまりが悪くならないように考案された。この血留玉は返り血でニカワが溶け紐がほつれたり敵刃の斬撃で破損したりするので戦の度に換えられていた。また、つけたまま保存したとしても虫食いや湿度やカビのために維持が難しく、そのため、現存する槍の中で血留玉がついたままの物は極めて珍しい。
戦国時代に作られた槍の値段は、1本につき1貫文が相場であったが、現代価格に換算すると（1文を60円～70円とした場合）、約6万から7万円に相当した。

### 流派
- 宝蔵院流槍術
- 佐分利流では、「槍は切るもの刀は突くもの」を心髄としている。
- 戸田派武甲流
- 大嶋流
- 竹内流
- 風傳流
- 香取神道流（飯篠流）
- 鹿島新当流
- 本間流
- 五坪流
- 慶増流
- 以心流
- 高木流
- 種田流
- 貫流

### 日本で有名な槍
- 天下三名槍（蜻蛉切、日本号、御手杵）
- 天沼矛（あめのぬぼこ）：記紀神話に登場する日本創生の矛。
- 天之逆矛
- 一国長吉：黒田長政の槍。長政が初陣よりこの鎗をもって武功をあげ、ついに筑前一国を手にいれたのでこの銘がある。（一国御鑓とも呼ばれる）  長吉の銘有り。長さ一尺五寸二分、一尺四寸二分の二説がある。塩首の平に「八幡大菩薩」と彫り、それより先に朱塗の樋の中に三鈷柄の剣を浮き彫りにする。
- 政常：黒田長政の槍、江戸時代には筑前福岡藩の馬印として参勤交代に用いられた。
- 当麻
- 勝光
- 人間無骨：織田信長に仕えた森長可の槍。敵の首を鋒に刺し、槍を立てて一突きすると、首が柄を貫き降りて石突に至るほど刃が鋭かったという。大きな十文字槍で直刃のけら首から鋒までが一尺二寸二分、横手刃端の見渡しが一尺一寸、表に「人間」、裏に「無骨」と刻まれ、茎には「和泉守兼定」の銘があった。
- 長坂血鑓九郎の槍：長坂血鑓九郎の大笹穂槍、長坂信政は槍の柄が血で真っ赤になるくらい、穂先の血が乾く隙がないほどすべての戦いで奮戦し徳川家に尽くした。その功績によって徳川家から日本で唯一皆朱柄の槍の使用と、血鑓九郎と名乗ることが許された。
- 岩突きの槍：阿久和安藤家
- 皆朱槍：天下無双と誉れ高い前田利益が愛用していた名槍。上杉家では許された者のみが身に付けられる槍であったため、ほかの家臣からの羨望を一身に集めたという。
- 出石桙：新羅の王子天日槍が将来した七つ（または八つ）の宝物のうちの一つ。垂仁88年、これらの宝物は、天皇の求めに応じて、天日槍の曾孫清彦によって献上されるが、その中に出石桙の名は見えない。
- 隼風：震旦国の陳の大王の娘、大比留女が七歳のとき、朝日によって懐妊してできた息子八幡が、日本の大隅国で隼人を討ち取った際に用いた鉾。身の長さが八尺、広さが六寸もあった。『八幡愚童訓』諸本は「隼風鉾」「隼風ノ鉾」とするが、『宮寺縁事抄』や『八幡大菩薩示現記』は単に「隼風」と表記する。
- 梅實・梅穂：今川義元が徳川家康と阿部正勝に与えた鎗。ある日、義元は梅の実を突き試みた鎗を家康に贈り、梅の穂を貫いた鎗を阿部正勝に与えた。これを喜んだ家康は、その鎗を梅實と名づけ、正勝には鎗を梅穂と名づけるよう命じた。
- 蜈蚣槍：旗本奴「大小神祇組」の首領水野成之（十郎左衛門）が、侠客幡随院長兵衛を殺した際に用いた槍。長兵衛はしばしば水野の邸に出入りしていたが、腰の刀を風呂にまで持ち込んでいた。主人の身を心配した水野の若党、軍平と権平は先手を打って長兵衛に斬りつけ、これに気づいた十郎左衛門は駆けつけて板囲越しに浴槽まで刺し貫いた。十郎左衛門は二人の無益な忠義を叱り、二人は切腹して果てた。水野家重代の大身槍で関の大兼光の作だという。
- 岩融：武蔵坊弁慶が愛用していたと伝わる大薙刀。

他
打柄の槍を持ち、地面に立て掛けて馬の突撃を跳ね返した、としている書物（書名？？）がある。槍折という言葉の通り、折れて柄だけになった槍で戦うことが戦で実際にあり、その際、棒術で戦ったという記述がある。

## 世界の伝説的な槍
- 聖槍（ロンギヌスの槍）：キリストの血を受けた槍。
- グングニル：北欧神話の戦争と死の神オーディンが持つ槍だとされている。その後の所有者はダグ。ダグはオーディンに供物を捧げ、願いを聞き入れたオーディンは彼に自身の槍を貸し与える。
- ルーの槍：ケルト神話の太陽神ルーの武器。「投げると稲妻となって敵を死に至らしめる灼熱の槍」他諸説ある。日本では「ブリューナク」として語られることがある。
- ゲイ・ボルグ：アイルランドの説話に登場する槍。海獣の骨で造られた槍で、投げれば30の鏃となって降り注ぎ、突けば30の棘となって破裂する。
- アキレウスの槍：ギリシア神話に登場するトロイ戦争の英雄アキレウスの槍。この槍で受けた傷は普通の治療で治らず、この槍の穂先を削った粉末を掛けることでしか治らなかった。
- 屠殺者：アイルランド神話「トゥレンの息子たちの最期」に登場するペルシア王ペザールの所持する毒槍。槍先が灼熱しているため、平時は大釜（氷、又は氷水）につけて保管されている。ルグがトゥレンの息子たちに要求したものの一つ。その後の所有者はコンホヴァル・マク・ネサ。
- 急進（ルビ：ダート）・殺し屋（ルビ：スローター）：アルスター伝説に登場するアルスター王コンホヴァル・マク・ネサが、ウシュリウの息子たちとの戦いにおいて、息子フィアクラに貸し与えた王自身の武具。
- ルーン：アルスターの戦士ケルトハル・マク・ウテヒルの槍。血に餓えており、毒液の大釜につけておかないと柄が燃え上がってしまう。
- クールグラス：Culghlas。アルスターの戦士コナル・ケルナハの槍
- ゲイ・ジャルグ：フィアナの戦士ディルムッド・オディナの所持する投げ槍。ダグダの息子オイングスからの贈り物。
- ゲイ・ボー：フィアナの戦士ディルムッド・オディナの所持する投げ槍。魔術師マナナーン・マク・リルからの贈り物。
- ロンゴミニアト：ブリトン人の長アーサー王の所持する槍。"rhon"は「槍」、"gomyniad"は「打ち手」を意味する。
- ロン：ブリトン人の長アーサー王の持つ槍。「その鉄、先端が鋭くとがり、長く幅広く、戦場に恐るべき力発揮せり」と詠われる。
- マルテ：バビロニアの総督バリガンの用いた矛。その柄は棍棒のように太く、穂先のみで優に驢馬の一荷となるという巨槍。
- グラーシーザ：ソルケルの子ギースリ（『ギースリのサガ』の主人公の伯父）が、兄アリの仇ビョルンと決闘する際、兄の妻の奴隷から奪った剣。決闘には勝利するが、剣を取り返そうとした奴隷を斬りつけた際、折れてしまう。のちに槍の穂に鍛えなおされ、甥のギースリ（同サガの主人公）のものとなる。
- ヴィグ：コルマクがステインゲルズと二人きりで杯を傾けていたとき、コルマクが脱いだマントの留め金をある男が盗み、それに気が付いたコルマクがその男に投げつけた槍。しかし、槍は命中しなかった。
- トリアイナ：ギリシャ神話に登場する海神ポセイドンの持つトライデント。
- トリシューラ：ヒンドゥー教の破壊神シヴァ神の力の象徴。
- ヴィジャヤ：ヒンドゥー教の雷神インドラの力の象徴の一つ、稲妻を表す。
- インドラの槍：カルナが黄金の鎧の代わりとしてインドラ神に授けられた必殺の槍。
- ミスティルテイン（剣、（手投げの）矢説あり）：北欧神話に登場するヤドリギで作られた槍。唯一、光の神バルドルを殺すことができる。
- ロムルスの槍：ローマ建国の王ロムルスの持つ槍。彼の槍はパラティウムという丘の上に突き刺した際、樹木になった。
- 鉤鎌槍：槍身の背面に鎌状の突起がついた大槍。偃月槍に近い形状だが装飾が省かれ、全体的に簡素な造りになっている。槍身も小振りで軽量化されている。
- 絶海槍：dral mtsho mdung、ホータン王国（于闐）建国神話の槍、毘沙門天の槍。
- 牛頭の矛：ペルシアの大英雄フェリドゥーンはカーヴェにビルマーヤの頭を模した牛頭の矛を作らせ、自身の武器とした。
- ガルシャースプの矛：ゾロアスター教神話の大英雄ガルシャースプの鎚矛。悪竜アジ・ダハーカを打ち殺したときに使用した打撃武器。
- ルガンズの槍：ルワンダ第三王朝初代の英雄王ルガンズ2世の魔法の槍。
- ブリトマートの槍：過去のブリテン王が作った黒檀の槍。女騎士ブリトマートの槍。